# Tóquio
Tóquio (em japonês: 東京; romaniz.: Tōkyō, pronunciado: [to̞ːkʲo̞ː] (escutarⓘ), literalmente "capital do Leste"), oficialmente Metrópole de Tóquio (東京都, Tōkyō-to), é a capital do Japão e uma das 47 prefeituras do país. Situa-se em Honshu, a maior ilha do arquipélago. Em 2015, Tóquio possuía mais de 13,4 milhões de habitantes, cerca de 11% da população do país, e a Região Metropolitana de Tóquio possui mais de 37 milhões de habitantes, o que torna a aglomeração de Tóquio, independentemente de como se define, como a área urbana mais populosa do mundo. Um de seus monumentos mais famosos é a Torre de Tóquio. Foi fundada em 1457, com o nome de Edo ou Yedo. Tornou-se a capital do Império em 1868 com a atual designação. Sofreu grande destruição duas vezes; uma em 1923, quando foi atingida por um terremoto; e outra em 1944 e 1945, quando bombardeios americanos destruíram grande parte da cidade, sendo que no total foi destruída 51% de sua área e mortas mais de 80 mil pessoas.
Embora seja considerada um dos maiores centros financeiros do mundo (ao lado de Nova Iorque e Londres), e uma "Cidade Global Alfa+", ela não é, tecnicamente, uma cidade. Não há no Japão uma cidade chamada "Tóquio". Na verdade, Tóquio é designada como uma metrópole (都, to), similar a uma prefeitura do Japão (県, ken), e é constituída por 23 bairros (区, ku), 26 cidades primárias (市, shi), cinco cidades secundárias (町, cho ou machi) e oito vilas diferentes (村, son ou mura). Cada uma delas possui um governo que opera no nível regional. Também fazem parte de seu território pequenas ilhas no Oceano Pacífico, localizadas a cerca de mil quilômetros ao sul.
Mais de nove milhões de pessoas vivem dentro dos 23 distritos autônomos que constituem a parte central de Tóquio. Estes 23 distritos definem a "Cidade de Tóquio", possuindo 9,24 milhões de habitantes. Sua população aumenta em 2,4 milhões ao longo do dia, devido aos estudantes e trabalhadores de prefeituras vizinhas, que vão à Tóquio para estudar e trabalhar. A população total dos bairros de Chiyoda, Chuo e Minato, que compõem a região central, e onde está localizado o principal centro financeiro do país, é de 375 mil habitantes; porém, mais de dois milhões de pessoas trabalham na região.
Tóquio é o principal centro político, financeiro, comercial, educacional e cultural do Japão. Assim sendo, possui a maior concentração de sedes de empresas comerciais, instituições de ensino superior, teatros e outros estabelecimentos comerciais e culturais do país. Também possui um sistema de transporte público altamente desenvolvido, com numerosas linhas de trens, metrô e de ônibus, bem como o Aeroporto Internacional de Tóquio.

## Etimologia
Era originalmente conhecida como Edo, que significa "estuário". Seu nome foi mudado para Tóquio (Tóquio: Tō (leste) + quio (capital)) quando se tornou a capital imperial em 1868, em linha com a tradição da Ásia Oriental de incluir a palavra capital ('京') no nome da cidade da capital.
Durante o início do período Meiji, a cidade também era chamada de "Tōkei", uma pronúncia alternativa para os mesmos caracteres chineses que representam "Tóquio". Alguns documentos oficiais sobreviventes em inglês usaram a ortografia "Tokei". Entretanto, agora essa pronunciação é considerada obsoleta.

## História

### Fundação
Apesar que desde tempos antigos existiam pequenas populações e templos nas colinas cercando a Baía de Tóquio (東京湾, Tōkyō-wan), considera-se que a fundação formal de Tóquio foi em 1457, quando um vassalo do clã Uesugi (上杉氏, Uesugi-shi), Dōkan Ōta (太田  道灌, Oota Doukan) construiu o Castelo de Edo (江戸城, Edo-jō), assim a área que rodeava o castelo começou a se chamar Edo (江戸, literalmente "estuário"). Shogunato Tokugawa (徳川幕府, Tokugawa bakufu), que havia tomado o castelo em 1590 e que tinha o controle quase absoluto do Japão, estabeleceu seu governo em Edo, em 1603, isso deu início ao Período Edo (江戸時代, Edo-jidai), na história japonesa. Durante esse período, a cidade usufruiu de um prolongado período de paz conhecido como Pax Tokugawa. Além disso, Edo adotou uma política rigorosa de isolamento, o que ajudou a evitar ameaças militares sérias a cidade durante bastante tempo. Edo cresceu e por volta do século XVIII se tornou uma das cidades mais populosas do mundo com mais de um milhão de habitantes. A nobreza, junto com o Imperador do Japão, permaneceram em Quioto, que seguiu sendo a capital oficial, porém apenas de maneira protocolar.
Edo sofreu inumeráveis desastres, entre os que se encontram centenas de incêndios, destacando-se o Grande Incêndio de Edo (Edo Taika) de 1657, onde estima-se que morreram 108 mil pessoas; nesse mesmo acontecimento, também conhecido como incêndio de Furisode, a maior parte da cidade foi destruída, incluindo o Castelo de Edo e seus arredores. Outros desastres que sofreu Edo foram à erupção do Monte Fuji em 1707, o Terremoto do Grande Edo em 1855 e outros terremotos menores em 1703, 1782 e 1812.

### SéculoXIX
Em 1853, o comandante americano Matthew Perry desembarcou na Baía de Tóquio, à frente de uma frota de quatro navios de guerra, como um enviado do governo americano, com a missão de instituir relações diplomáticas e comerciais entre o Japão e os Estados Unidos. Perry voltou em 1854, à frente de uma frota maior do que a anterior, e assinou um tratado diplomático entre os líderes de governo do Japão. A chegada de Perry ao Japão iniciou um período de abertura na história do país iniciado com a abertura dos portos de Shimoda e Hakodate.  Essa situação levou a um aumento na demanda por novos produtos estrangeiros, o que aumentou consideravelmente a inflação. A inquietação social que foi originada pelo aumento dos preços culminou em rebeliões e manifestações, especialmente através da "demolição" de estabelecimentos que comercializavam arroz.
Em novembro de 1867, ocorreu a destituição do último xogum, Tokugawa Yoshinobu, e o fim do Xogunato em todo o Japão. Assim, em 1868 deu-se o início da Restauração Meiji, em que o Imperador se mudou ao Castelo Edo, convertendo-o no Palácio Imperial do Japão e estabeleceu a mesma alteração de nome de Edo para Tóquio, "a capital do leste". No entanto, o Imperador não deixou estabelecido de maneira legal que Tóquio era a nova capital do Japão. Algumas pessoas creem que, devido a esse fator, Kioto seria a capital oficial ou co-capital do país. Em 1871 aboliram-se os han ou feudos, e formalmente criaram-se as prefeituras, entre elas a Prefeitura de Tóquio; e ao ano seguinte a prefeitura expandiu-se à área ocupada pelos 23 Bairros Especiais que atualmente possui.
A partir de 1872, começou a construir-se a primeira linha de metropolitano ligando Tóquio com Yokohama e em 1925 construiu-se a Linha Yamanote, linha de metropolitano urbano que é uma das mais importantes de Tóquio na atualidade. Em 1889 estabeleceu-se a Cidade de Tóquio (東京市, Tōkyō-shi) com 15 bairros, logo em 1893 os distritos de Tama que uniram-se a prefeitura.

### Séculos XX e XXI
Em 1914 inaugurou-se a Estação de Tóquio e, em 1927, inaugurou-se a primeira linha de metrô subterrânea, que ligava Asakusa e Ueno. O Grande terremoto de Kanto (関東大震災, Kantō daishinsai) golpeou Tóquio em 1923, com um saldo de aproximadamente 140 mil pessoas mortas e desaparecidas e trezentas mil residências destruídas.
Depois da tragédia iniciou-se um plano de reconstrução que não pôde ser completado devido a seu alto custo. No dia 8 de janeiro de 1932, ocorreu em Tóquio o Incidente Sakuradamon, uma tentativa de assassinato contra o Imperador Hirohito por um ativista da independência da Coreia, então ocupada pelo Japão. Em 1936 inaugurou-se o edifício da Kokkai (Dieta do Japão); também nesse mesmo ano ocorreu o Incidente de 26 de fevereiro (二・二六事件, Ni-niroku jiken), no que 1 400 oficiais do exército japonês ocuparam o edifício da Kokkai, o Kantei (Residência do primeiro-ministro) e outros lugares de Tóquio numa tentativa de golpe de Estado, que foi sufocada três dias depois. Ainda em 1936, Tóquio foi eleita a sede dos Jogos Olímpicos de 1940; porém, devido ao fato do Japão ter invadido a China durante a Segunda Guerra Sino-Japonesa, esta protestou contra a realização das olimpíadas na cidade. Em 16 de julho de 1938, o governo japonês anunciou sua renúncia em sediar as olimpíadas. A cidade sede foi transferida para Helsinque, porém com o início da Segunda Guerra Mundial, os Jogos de 1940 terminaram não acontecendo.
Durante a Segunda Guerra Mundial, na década de 1940, o governo japonês decidiu instituir a Província Metropolitana de Tóquio. A partir desta iniciativa extinguiu-se aquilo que era conhecido como Cidade de Tóquio (東京市, Tōkyō-shi). Durante a mesma guerra, foi intensamente bombardeada a partir de 1942 até 1945. Por causa disto, em 1945 a população de Tóquio era a metade que em 1940. Os bombardeios mais pesados a atingiram em 1944 e 1945, destruindo aproximadamente um terço da cidade, e matando mais de 80 mil pessoas. Tóquio tinha cerca de 7,3 milhões de habitantes em 1940; no final da guerra, a população havia caído pela metade, para cerca de 3,5 milhões.  Ao terminar a guerra, em setembro de 1945, foi ocupada militarmente e passou a ser governada pelas Forças Aliadas. O general Douglas MacArthur estabeleceu os quartéis da ocupação no que atualmente é o edifício DN Tower 21 (anteriormente conhecido como Dai-Ichi Seimei), em frente ao Palácio Imperial. Na segunda metade do século XX, Estados Unidos aproveitou Tóquio como um centro importante de logística durante a guerra da Coreia. Na atualidade, onde permanecem sob controle estadunidense a Base aérea de Yokota e algumas poucas instalações militares menores.
Tóquio foi novamente reconstruída após o fim da guerra em um programa de reconstrução feito para todo o Japão em 1945, que teve como um de seus objetivos reduzir a densidade populacional das áreas urbanas. O programa procurou reconstruir cinquenta mil hectares de 115 cidades do país, porém contemplou somente 102 cidades e uma área de 28 mil hectares. Em 1947, foi reestruturada para ter a estrutura de 23 bairros que possui hoje em dia. Tóquio experimentou o chamado "milagre econômico" durante as décadas de 1950 e 1960. Em 1954 criou-se a segunda linha de metrô com a Linha Marunouchi e em 1961 com a Linha Hibiya. Em um espaço de dezessete anos, a sua população chegou a alcançar a marca de dez milhões de pessoas em 1962. Em 1958 construiu-se a Torre de Tóquio e em 1964 inaugurou-se a primeira linha de Shinkansen (Tokaido Shinkansen), coincidindo com a celebração dos Jogos Olímpicos de Tóquio. Esta prosperidade transformou um país devastado pela guerra na segunda economia do mundo em menos de 20 anos. Durante este período, o governo japonês deu prioridade para a Infra-estrutura e indústrias de manufatura. Como resultado, Japão dominou um amplo ranking de indústrias como a do aço, a automobilística, de semicondutores e eletrodomésticos.
Em 1966, um plano diretor, conhecido como Tama New Town, foi instituído em Tóquio com o objetivo de minimizar a escassez de moradias devido ao alto crescimento populacional. Em 1969, foi promulgado o Regulamento de Controle da Poluição, algo que fazia parte de um conjunto de medidas, feitas pelo governo de Tóquio, que tinham como objetivo diminuir a intensidade da poluição atmosférica na região, então ocasionada por fábricas e indústrias químicas. Foram devolvidas ao Japão as ilhas Ogasawara em 1968 e a Base Aérea de Tachikawa em 1977.

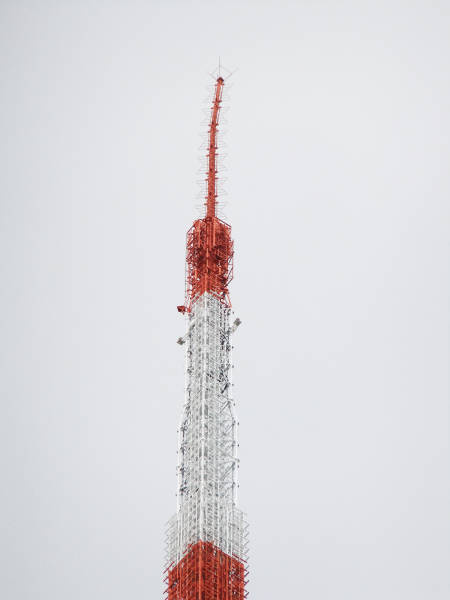
A Torre de Tóquio foi danificada por conta de efeitos secundários do sismo de Tohoku em 2011.

Durante a década de 1970 houve uma migração maciça das áreas rurais para as cidades, Tóquio em especial. Em 1978 inaugurou-se o Aeroporto Internacional de Narita, que serviu principalmente para voos internacionais; enquanto que o Aeroporto Internacional de Tóquio, inaugurado em 1931, serviria principalmente para voos nacionais.
A grande população em Tóquio derivou de um crescimento econômico que terminou na década de 1990, mais precisamente de 1991 até 2000, causando uma recessão durante toda essa década, chamada também A década perdida (失われた10年, Ushinawareta Jūnen). Em 20 de março de 1995, a cidade concentrou a atenção dos meios internacionais sobre o atentado terrorista do culto Aum Shinrikyo no sistema de trens subterrâneos de Tóquio. Nele morreram doze pessoas e milhares foram afetadas pelo gás nervoso Sarín.
Apesar disso, continuou crescendo; em 1990 construiu-se o Tōchō ou Tóquio City Hall e em 1993 inaugurou-se a Rainbow Bridge sobre a Baía de Tóquio. Isto, contudo fez que Tóquio fosse uma das cidades mais dinâmicas do planeta com um amplo ganho de atividades sociais e econômicas.
O Japão é um país que tem executado projetos para ganhar terras ao mar e, desde a década de 1980, a criação de ilhas artificiais vem sendo bastante utilizada. Entre estas ilhas se sobressai Odaiba (お台場), construída durante o período Edo para proteger sua região de invasões marítimas, hoje possui muitos shoppings e áreas de lazer e é um dos pontos turísticos mais populares do Japão. Outros projetos urbanos recentes incluem o Jardim de Ebisu, a ilha Tennozu, o Shiodome, Roppongi Hills e Shinagawa.
O Sismo e Tsunami de Tohoku de 2011 que devastou grande parte da costa nordeste da ilha de Honshu foi sentido em Tóquio. Porém, devido a infraestrutura possuir maior resistência a terremotos, os danos à Tóquio foram menores se comparados a áreas diretamente atingidas pelo tsunami; ainda assim, os edifícios de Tóquio foram sacudidos com força e algumas atividades foram suspensas, entre elas, o funcionamento das linhas telefônicas e do sistema de metrô. A subsequente crise nuclear causada pelo tsunami não afetou Tóquio significativamente, apesar de terem ocorrido alguns aumentos no seu nível de radiação.

Em 22 de maio de 2012, foi inaugurada em 2012 a Tokyo Skytree, a torre mais alta do mundo com 634 metros. A torre custou 806 milhões de dólares e, segundo engenheiros, pode suportar um terremoto de oito graus na escala Richter sem sofrer dano algum. Em 7 de setembro de 2013, o Comitê Olímpico Internacional (COI) selecionou Tóquio para sediar as Olimpíadas de 2020. Tóquio sediou, em 2021 (com 1 ano de atraso devido à Pandemia de COVID-19), os Jogos Olímpicos pela segunda vez.

## Geografia

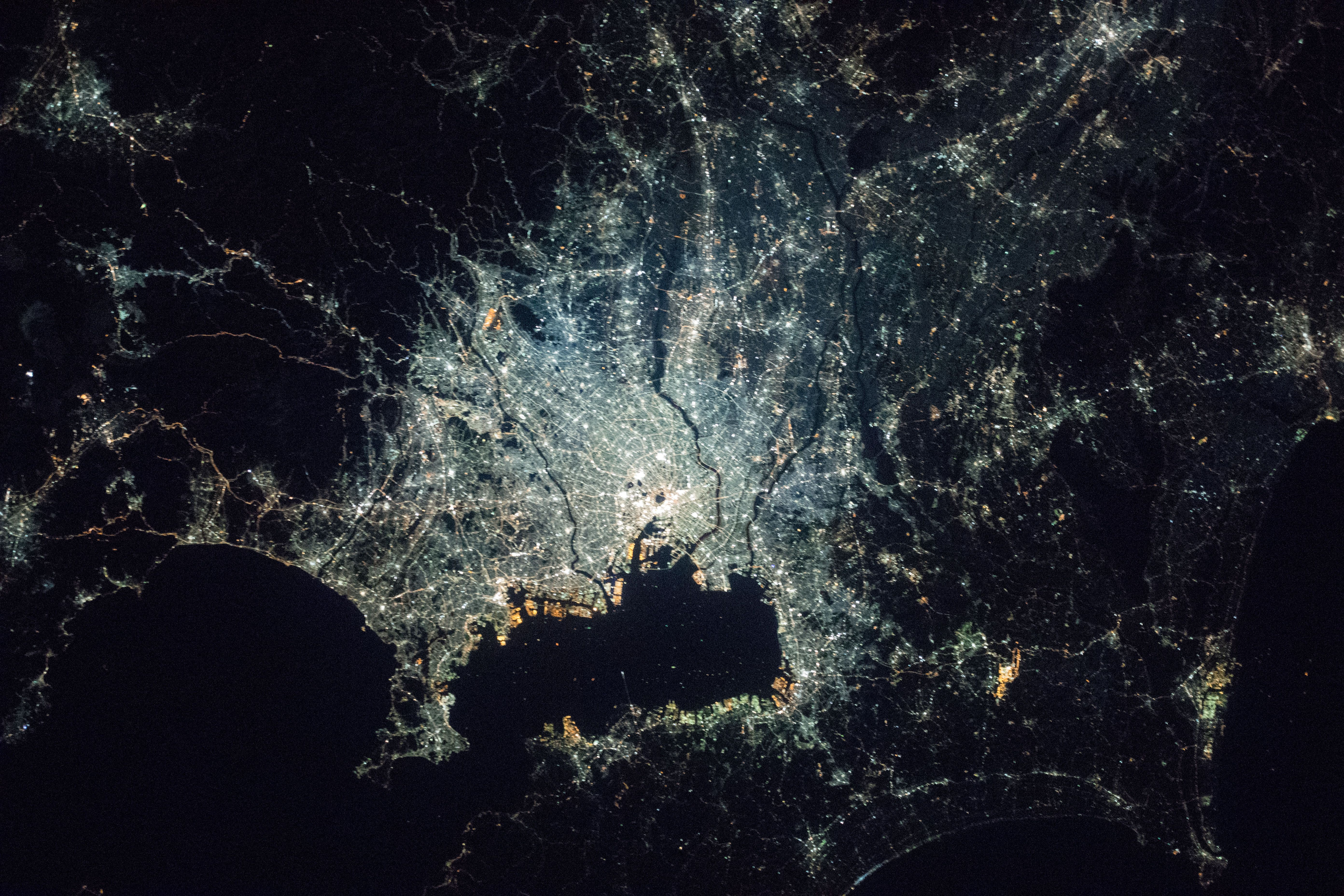
Região Metropolitana de Tóquio vista da Estação Espacial Internacional à noite

Está localizada na margem noroeste da Baía de Tóquio. Limita-se com a prefeitura de Chiba a leste, Yamanashi a oeste, Kanagawa ao sul e Saitama ao norte. Fazem também parte de Tóquio ilhas que estão espalhadas no Oceano Pacífico, localizadas a cerca de mil quilômetros ao sul. A mais distante delas, Okinotorishima, está a dois mil quilômetros da sua costa.
Tóquio fica próxima de uma junção tripla localizada na Península de Boso, o que faz com que terremotos de menor intensidade ocorram com frequência na sua região; porém, abalos sísmicos com o epicentro na área continental (excluindo-se as ilhas sob sua jurisdição) são algo raro de acontecer.

### Ilhas

Mapa das Ilhas de Tóquio

Tóquio possui muitas ilhas periféricas, que se estendem por uma distância de até dois mil quilômetros de Tóquio. Por causa da distância entre as ilhas do centro administrativo do governo metropolitano de Tóquio, subprefeituras locais administram as ilhas, sendo que estas possuem duas cidades e sete vilas. Além disso, as ilhas compondo as terras mais ao sul e ao leste do Japão ficam sob o controle do distrito administrativo de Ogasawara; essas são, respectivamente: as ilhas de Okinotorishima e Minamitorishima. Sobre Okinotorishima, o Japão alega possuir uma zona econômica exclusiva (ZEE) na sua área, sendo que essa afirmação é contestada pela China pois, de acordo com ela, a região seria desabitada e, sendo assim, não poderia ser ZEE.
As Ilhas Izu são um grupo de ilhas vulcânicas próximo à Península de Izu e que faz parte do Parque Nacional Fuji-Hakone-Izu. As Ilhas Izu são divididas em três subprefeituras: Izu Ōshima e Hachijojima possuem cidades. As ilhas restantes são seis vilas, com Nii-jima e Shikine-jima formando uma vila. As ilhas que pertencem ao arquipélago de Izu são as seguintes: Izu Ōshima; To-shima; Nii-jima; Shikine-jima; Miyake-jima; Aogashima; Mikura-jima; Hachijojima; Aogashima; Tori-shima e Udone-shima.
As ilhas Ogasawara ficam a uma distância de, aproximadamente, mil quilômetros de Tóquio e englobam mais de trinta ilhas divididas em quatro grupos e em uma ilha que não faz parte desses grupos (Nishinoshima). Apenas as ilhas de Chichi-jima e Haha-jima são habitadas. As ilhas são consideradas patrimônio material pela UNESCO. Os principais grupos de ilhas do arquipélago Ogasawara são: Chichi-jima; Haha-jima; Muko-jima; Nishinoshima e Kazan-retto.

### Hidrografia
As formas de relevo de Tóquio fazem com que seus rios fluam do oeste para o leste, assim, a desembocadura deles termina sendo na Baía de Tóquio. Existe um total de 107 rios na metrópole, com 92 rios classe A e quinze classe B tendo 857 quilômetros de extensão. Os classe A são aqueles que são observados pelo Ministério da Terra, Infraestrutura, Transporte e Turismo, os classe B são observados pelo governo de Tóquio.

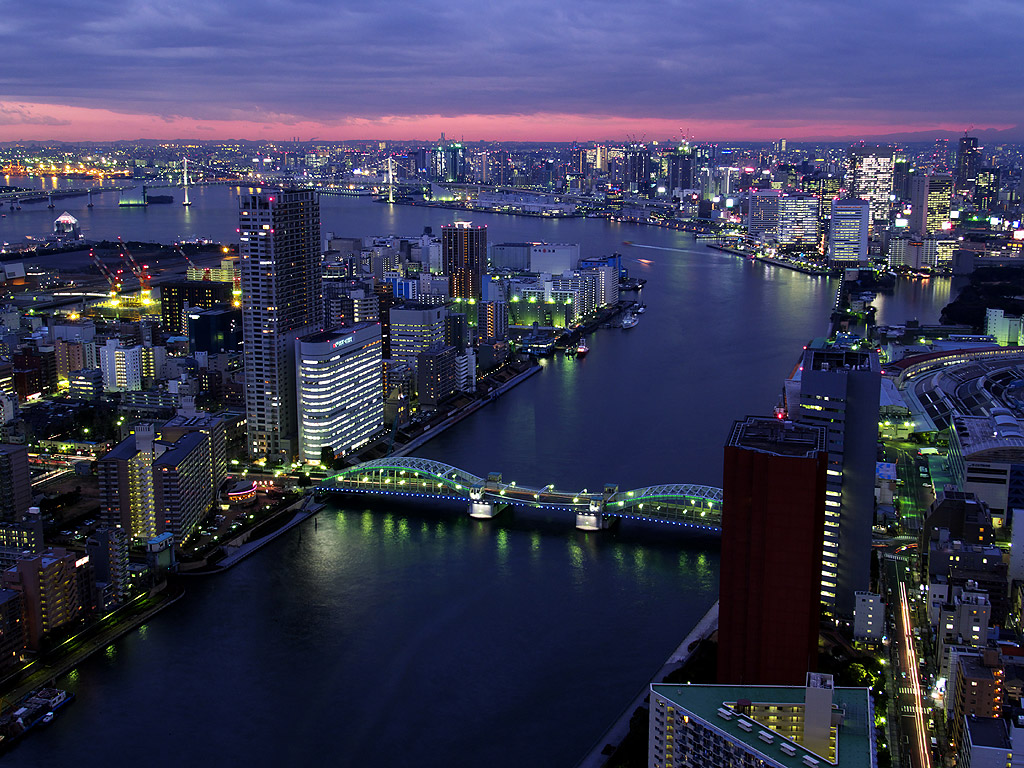
Rio Sumida

O Governo Metropolitano de Tóquio administra 710 quilômetros de 105 rios, enquanto que o restante do total é administrado pelo ministério. Os 46 rios localizados nos bairros especiais são supervisionados pelos bairros. Costuma-se contar separadamente alguns riachos, chamados de rios secundários, que acabam sendo observados e administrados diretamente pelos governos das cidades e vilas em que se localizam. Tóquio se localiza em uma região com cinco bacias hidrográficas que cobrem uma área total de 22,6 mil quilômetros quadrados, essas bacias pertencem aos rios Tsurumi, Tama, Arakawa, Sagami e Tone. No Japão, se utiliza para rios o sufixo gawa (側).
A utilização e o gerenciamento da água tiveram importância histórica para a região de Tóquio. Durante o período Edo, os rios eram utilizados para carregar pessoas e bens comerciais e a cidade possuía muitos canais e, por causa disso, chegou a ser comparada com Veneza. Apesar de ainda ser possível verificar a existência de alguns canais, a importância econômica dos rios para a cidade diminuiu consideravelmente do Período Edo para os dias atuais, principalmente devido ao desenvolvimento urbano e tecnológico de Tóquio durante o século XX.
O Rio Sumida possui 23,5 quilômetros de extensão ficando em uma área densamente povoada do centro de Tóquio, com cerca de três milhões de pessoas vivendo próximas a sua bacia; é um dos rios mais importantes e famosos de Tóquio. Historicamente teve papel de destaque no sistema transporte aquático da cidade e atualmente possui um festival de fogos de artifício conhecido como Sumidagawa Fireworks Festival, que possui esse nome desde 1978, apesar da prática ter sido feita perto do rio desde o século XVIII.

### Parques naturais

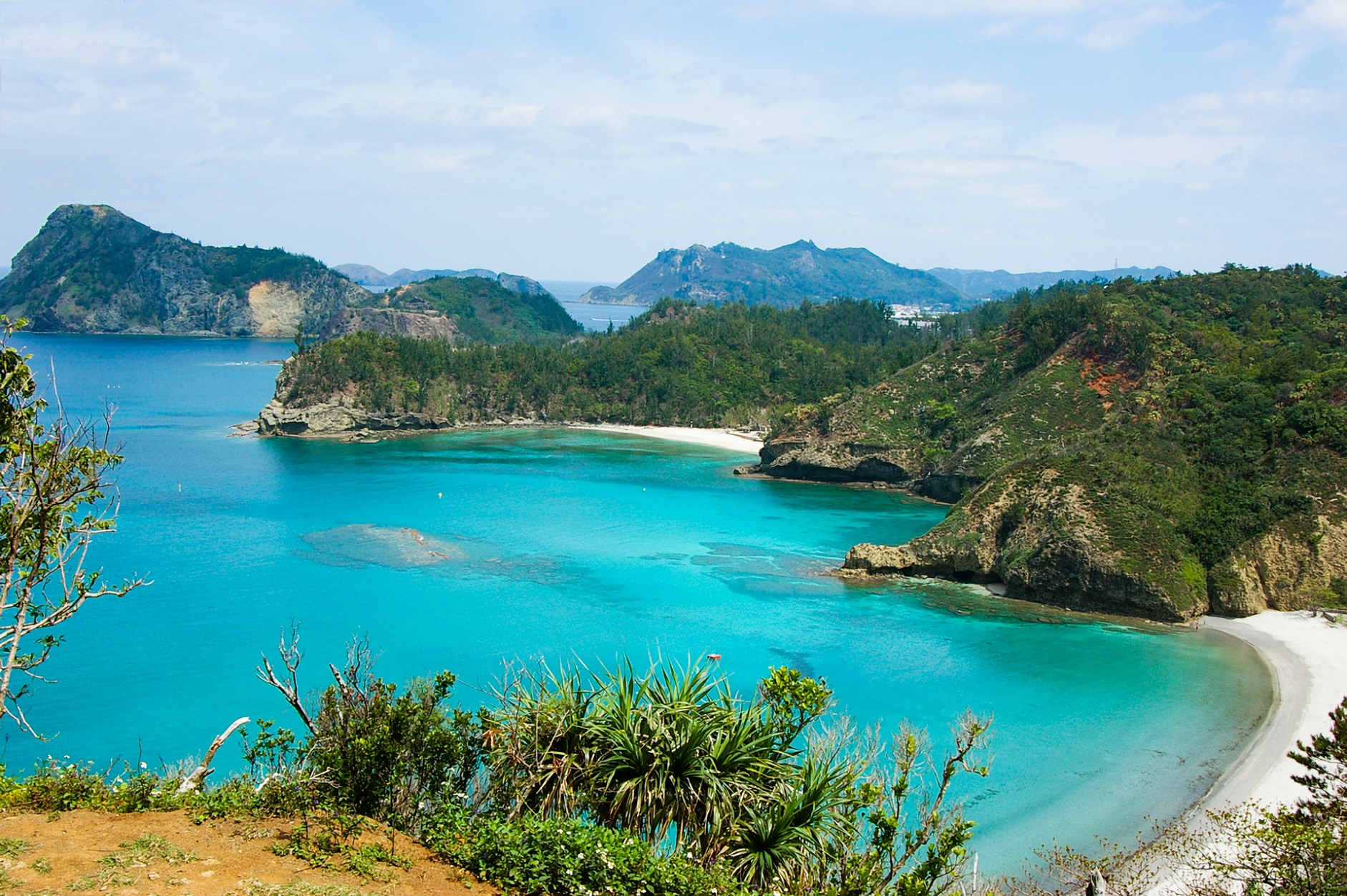
Parque Nacional de Ogasawara, um Patrimônio Mundial da UNESCO

Em 1.º de abril de 2014, 36% da área territorial de Tóquio era composta por parques naturais, tendo assim a segunda maior área de parques do país (atrás apenas de Shiga, que possui 37%). Entre os parques nacionais de Tóquio se destacam o Parque Nacional Chichibu-Tama-Kai e o Parque Nacional Ogasawara. O primeiro pelo fato de não possuir áreas com vulcões, algo incomum no Japão, apesar de se situar em uma região a mais de dois mil metros de altitude acima do nível do mar, e o segundo por ser registrado pela UNESCO como Patrimônio Mundial. Além desses parques, a metrópole também abriga os seguintes parques: Meiji no Mori Takao, Akikawa Hills, Hamura Kusabana Hills, Sayama, Takao Jinba, Takiyama, e Tama Hills; todos esses parques são diretamente administrados pelo governo de Tóquio, apesar do primeiro ser um tipo de parque especial que possui um maior envolvimento do governo nacional do que os outros.

### Meio ambiente
Tóquio aprovou uma medida para reduzir gases de efeito estufa, o governador Shintaro Ishihara criou o primeiro sistema de limite de emissões do Japão, com o objetivo de reduzir as emissões de gases de efeito estufa em um total de 25% até 2020 em relação ao nível de 2000. Tóquio é um exemplo de uma ilha urbana de calor, e o fenômeno é especialmente sério em suas cidades especiais. De acordo com o governo metropolitano de Tóquio, a temperatura média anual aumentou cerca de 3 °C nos últimos cem anos. Tóquio foi citada como um "exemplo convincente da relação entre crescimento urbano e clima".
Em 2007, Tóquio promulgou o "Projeto de Dez Anos para Tóquio Verde" a ser realizado até 2017. Estabeleceu uma meta de aumentar as árvores nos acostamentos das estrada em Tóquio para um milhão (de 480 mil), e adicionar mil hectares (dez quilômetros quadrados) de espaço verde, sendo que parte deles serão um novo parque chamado "Umi no Mori" ("floresta marinha") que estará em uma ilha recuperada na Baía de Tóquio e que costumava ser um aterro sanitário. No plano de ação da cidade de 2012, foi estabelecido que as árvores de acostamento em Tóquio aumentariam para 950 mil e mais trezentos hectares de espaço verde seriam adicionados entre 2012 e 2014.
O lixo da metrópole é separado em cinco categorias: incineráveis, não incineráveis, recicláveis, garrafas PET e itens amplos (para entrar nessa categoria o item deve ter as medidas 30 x 30 x 30 em centímetros). Em Tóquio não existem lixeiras nas ruas, isso ocorre porque estas foram retiradas após o ataque terrorista com gás sarin no metrô de Tóquio, em 1995. As bombas estavam nos cestos de lixo das estações. Desde então, o único lugar onde os japoneses encontram lixeiras é ao redor das lojas de conveniência e de forma limitada. Devido a esse fato o lixo na cidade deve ser levado para casa e preparado para a coleta seletiva.
A indústria da reciclagem possui importância significativa na metrópole. O governo diz que promove a estratégia dos três erres (reciclar, reduzir e reutilizar). Toda a semana, milhares de caixotes de plástico são colocados nas ruas de Tóquio para coletar material reciclável. Nos escritórios, supermercados, estações de trem e outras instalações os resíduos são separados meticulosamente e colocados nos receptáculos apropriados. Tóquio possui usinas de reciclagem em alguns de seus 23 distritos especiais, a maioria administrado por empresas privadas, a principal delas é que se localiza em Minato.

### Clima
A maioria da sua parte continental possui clima subtropical úmido, com verões quentes e úmidos e invernos geralmente frios. Na região, como em grande parte do Japão, o mês mais quente é agosto, com média de 26,4 °C e o mês mais frio janeiro, com média de 5,2 °C.
A temperatura mínima absoluta é de -9,2 °C em 13 de janeiro de 1876, enquanto a máxima absoluta é de 39,5 °C em 20 de julho de 2004. Tóquio é um exemplo de uma ilha de calor urbano, a população da cidade é um contribuição significativa para o clima. A queda de neve é esporádica, mas ocorre quase anualmente. Tóquio também costuma ver tufões todos os anos, embora poucos sejam fortes. O mês mais chuvoso desde que os registros começaram em 1876 foi em outubro de 2004, com 780 milímetros de chuva; nos últimos quatro meses registrados para observe que nenhuma precipitação é em dezembro de 1995. A precipitação anual variou de 2 229,6 mm em 1938 até 879,5 mm em 1984.
| Dados climatológicos para Tóquio (Parque Kitanomaru, Chiyoda)                                     | Dados climatológicos para Tóquio (Parque Kitanomaru, Chiyoda) | Dados climatológicos para Tóquio (Parque Kitanomaru, Chiyoda) | Dados climatológicos para Tóquio (Parque Kitanomaru, Chiyoda) | Dados climatológicos para Tóquio (Parque Kitanomaru, Chiyoda) | Dados climatológicos para Tóquio (Parque Kitanomaru, Chiyoda) | Dados climatológicos para Tóquio (Parque Kitanomaru, Chiyoda) | Dados climatológicos para Tóquio (Parque Kitanomaru, Chiyoda) | Dados climatológicos para Tóquio (Parque Kitanomaru, Chiyoda) | Dados climatológicos para Tóquio (Parque Kitanomaru, Chiyoda) | Dados climatológicos para Tóquio (Parque Kitanomaru, Chiyoda) | Dados climatológicos para Tóquio (Parque Kitanomaru, Chiyoda) | Dados climatológicos para Tóquio (Parque Kitanomaru, Chiyoda) | Dados climatológicos para Tóquio (Parque Kitanomaru, Chiyoda) |
| Mês                                                                                               | Jan                                                           | Fev                                                           | Mar                                                           | Abr                                                           | Mai                                                           | Jun                                                           | Jul                                                           | Ago                                                           | Set                                                           | Out                                                           | Nov                                                           | Dez                                                           | Ano                                                           |
| ------------------------------------------------------------------------------------------------- | ------------------------------------------------------------- | ------------------------------------------------------------- | ------------------------------------------------------------- | ------------------------------------------------------------- | ------------------------------------------------------------- | ------------------------------------------------------------- | ------------------------------------------------------------- | ------------------------------------------------------------- | ------------------------------------------------------------- | ------------------------------------------------------------- | ------------------------------------------------------------- | ------------------------------------------------------------- | ------------------------------------------------------------- |
| Temperatura máxima recorde (°C)                                                                   | 22,6                                                          | 24,9                                                          | 25,3                                                          | 29,2                                                          | 32,2                                                          | 36,2                                                          | 39,5                                                          | 39,1                                                          | 38,1                                                          | 32,6                                                          | 27,3                                                          | 24,8                                                          | 39,5                                                          |
| Temperatura máxima média (°C)                                                                     | 9,6                                                           | 10,4                                                          | 13,6                                                          | 19                                                            | 22,9                                                          | 25,5                                                          | 29,2                                                          | 30,8                                                          | 26,9                                                          | 21,5                                                          | 16,3                                                          | 11,9                                                          | 19,8                                                          |
| Temperatura mínima média (°C)                                                                     | 0,9                                                           | 1,7                                                           | 4,4                                                           | 9,4                                                           | 14                                                            | 18                                                            | 21,8                                                          | 23                                                            | 19,7                                                          | 14,2                                                          | 8,3                                                           | 3,5                                                           | 11,6                                                          |
| Temperatura mínima recorde (°C)                                                                   | −9,2                                                          | −7,9                                                          | −5,6                                                          | −3,1                                                          | 2,2                                                           | 8,5                                                           | 13                                                            | 15,4                                                          | 10,5                                                          | −0,5                                                          | −3,1                                                          | −6,8                                                          | −9,2                                                          |
| Precipitação (mm)                                                                                 | 52,3                                                          | 56,1                                                          | 117,5                                                         | 124,5                                                         | 137,8                                                         | 167,7                                                         | 153,5                                                         | 168,2                                                         | 209,9                                                         | 197,8                                                         | 92,5                                                          | 51                                                            | 1 528,8                                                       |
| Queda de neve média (cm)                                                                          | 5                                                             | 5                                                             | 1                                                             | 0                                                             | 0                                                             | 0                                                             | 0                                                             | 0                                                             | 0                                                             | 0                                                             | 0                                                             | 0                                                             | 11                                                            |
| Dias com precipitação (≥ 0.5 mm)                                                                  | 5,3                                                           | 6,2                                                           | 11                                                            | 11                                                            | 11,4                                                          | 12,7                                                          | 11,8                                                          | 9                                                             | 12,2                                                          | 10,8                                                          | 7,6                                                           | 4,9                                                           | 114                                                           |
| Dias com neve                                                                                     | 2,8                                                           | 3,7                                                           | 2,2                                                           | 0,2                                                           | 0                                                             | 0                                                             | 0                                                             | 0                                                             | 0                                                             | 0                                                             | 0                                                             | 0,8                                                           | 9,7                                                           |
| Umidade relativa (%)                                                                              | 52                                                            | 53                                                            | 56                                                            | 62                                                            | 69                                                            | 75                                                            | 77                                                            | 73                                                            | 75                                                            | 68                                                            | 65                                                            | 56                                                            | 65                                                            |
| Insolação (h)                                                                                     | 184,5                                                         | 165,8                                                         | 163,1                                                         | 176,9                                                         | 167,8                                                         | 125,4                                                         | 146,4                                                         | 169                                                           | 120,9                                                         | 131                                                           | 147,9                                                         | 178                                                           | 1,876,7                                                       |
| Fonte: Japan Meteorological Agency e Weather Atlas (normais de 1981–2010, extremos 1875–presente) |                                                               |                                                               |                                                               |                                                               |                                                               |                                                               |                                                               |                                                               |                                                               |                                                               |                                                               |                                                               |                                                               |

| Dados climatológicos para Tóquio (Okutama) (1981–2010) | Dados climatológicos para Tóquio (Okutama) (1981–2010) | Dados climatológicos para Tóquio (Okutama) (1981–2010) | Dados climatológicos para Tóquio (Okutama) (1981–2010) | Dados climatológicos para Tóquio (Okutama) (1981–2010) | Dados climatológicos para Tóquio (Okutama) (1981–2010) | Dados climatológicos para Tóquio (Okutama) (1981–2010) | Dados climatológicos para Tóquio (Okutama) (1981–2010) | Dados climatológicos para Tóquio (Okutama) (1981–2010) | Dados climatológicos para Tóquio (Okutama) (1981–2010) | Dados climatológicos para Tóquio (Okutama) (1981–2010) | Dados climatológicos para Tóquio (Okutama) (1981–2010) | Dados climatológicos para Tóquio (Okutama) (1981–2010) | Dados climatológicos para Tóquio (Okutama) (1981–2010) |
| Mês                                                    | Jan                                                    | Fev                                                    | Mar                                                    | Abr                                                    | Mai                                                    | Jun                                                    | Jul                                                    | Ago                                                    | Set                                                    | Out                                                    | Nov                                                    | Dez                                                    | Ano                                                    |
| ------------------------------------------------------ | ------------------------------------------------------ | ------------------------------------------------------ | ------------------------------------------------------ | ------------------------------------------------------ | ------------------------------------------------------ | ------------------------------------------------------ | ------------------------------------------------------ | ------------------------------------------------------ | ------------------------------------------------------ | ------------------------------------------------------ | ------------------------------------------------------ | ------------------------------------------------------ | ------------------------------------------------------ |
| Temperatura máxima recorde (°C)                        | 17,8                                                   | 20,9                                                   | 22,9                                                   | 30,6                                                   | 33                                                     | 34,3                                                   | 36,3                                                   | 36,4                                                   | 35                                                     | 30,2                                                   | 23,8                                                   | 22,8                                                   | 36,4                                                   |
| Temperatura máxima média (°C)                          | 6,7                                                    | 7,1                                                    | 10,3                                                   | 16,3                                                   | 20,5                                                   | 23                                                     | 26,8                                                   | 28,2                                                   | 23,9                                                   | 18,4                                                   | 13,8                                                   | 9,3                                                    | 17,1                                                   |
| Temperatura mínima média (°C)                          | −2,7                                                   | −2,3                                                   | 0,6                                                    | 5,6                                                    | 10,5                                                   | 14,8                                                   | 18,7                                                   | 19,7                                                   | 16,3                                                   | 10,3                                                   | 4,6                                                    | −0,1                                                   | 8,1                                                    |
| Temperatura mínima recorde (°C)                        | −9,3                                                   | −11,6                                                  | −8,1                                                   | −3,8                                                   | 0,7                                                    | 7,5                                                    | 12,4                                                   | 13,2                                                   | 6,2                                                    | 1                                                      | −2,1                                                   | −6,9                                                   | −11,6                                                  |
| Precipitação (mm)                                      | 44,1                                                   | 50                                                     | 92,5                                                   | 109,6                                                  | 120,3                                                  | 155,7                                                  | 195,4                                                  | 280,6                                                  | 271,3                                                  | 172,4                                                  | 76,7                                                   | 39,9                                                   | 1,623,5                                                |
| Insolação (h)                                          | 147,1                                                  | 127,7                                                  | 132,2                                                  | 161,8                                                  | 154,9                                                  | 109,8                                                  | 127,6                                                  | 148,3                                                  | 99,1                                                   | 94,5                                                   | 122,1                                                  | 145,6                                                  | 1 570,7                                                |
| Fonte: Japan Meteorological Agency                     |                                                        |                                                        |                                                        |                                                        |                                                        |                                                        |                                                        |                                                        |                                                        |                                                        |                                                        |                                                        |                                                        |

| Dados climatológicos para Tóquio (Chichi-jima, Ogasawara) (1981–2010) | Dados climatológicos para Tóquio (Chichi-jima, Ogasawara) (1981–2010) | Dados climatológicos para Tóquio (Chichi-jima, Ogasawara) (1981–2010) | Dados climatológicos para Tóquio (Chichi-jima, Ogasawara) (1981–2010) | Dados climatológicos para Tóquio (Chichi-jima, Ogasawara) (1981–2010) | Dados climatológicos para Tóquio (Chichi-jima, Ogasawara) (1981–2010) | Dados climatológicos para Tóquio (Chichi-jima, Ogasawara) (1981–2010) | Dados climatológicos para Tóquio (Chichi-jima, Ogasawara) (1981–2010) | Dados climatológicos para Tóquio (Chichi-jima, Ogasawara) (1981–2010) | Dados climatológicos para Tóquio (Chichi-jima, Ogasawara) (1981–2010) | Dados climatológicos para Tóquio (Chichi-jima, Ogasawara) (1981–2010) | Dados climatológicos para Tóquio (Chichi-jima, Ogasawara) (1981–2010) | Dados climatológicos para Tóquio (Chichi-jima, Ogasawara) (1981–2010) | Dados climatológicos para Tóquio (Chichi-jima, Ogasawara) (1981–2010) |
| Mês                                                                   | Jan                                                                   | Fev                                                                   | Mar                                                                   | Abr                                                                   | Mai                                                                   | Jun                                                                   | Jul                                                                   | Ago                                                                   | Set                                                                   | Out                                                                   | Nov                                                                   | Dez                                                                   | Ano                                                                   |
| --------------------------------------------------------------------- | --------------------------------------------------------------------- | --------------------------------------------------------------------- | --------------------------------------------------------------------- | --------------------------------------------------------------------- | --------------------------------------------------------------------- | --------------------------------------------------------------------- | --------------------------------------------------------------------- | --------------------------------------------------------------------- | --------------------------------------------------------------------- | --------------------------------------------------------------------- | --------------------------------------------------------------------- | --------------------------------------------------------------------- | --------------------------------------------------------------------- |
| Temperatura máxima recorde (°C)                                       | 26,1                                                                  | 25,2                                                                  | 26,6                                                                  | 28,1                                                                  | 30                                                                    | 32,9                                                                  | 34,1                                                                  | 32,8                                                                  | 32,4                                                                  | 31,1                                                                  | 30,2                                                                  | 27,2                                                                  | 34,1                                                                  |
| Temperatura máxima média (°C)                                         | 20,5                                                                  | 20,1                                                                  | 21,5                                                                  | 23,2                                                                  | 25,4                                                                  | 28                                                                    | 30                                                                    | 29,9                                                                  | 29,7                                                                  | 28,3                                                                  | 25,6                                                                  | 22,4                                                                  | 25,4                                                                  |
| Temperatura mínima média (°C)                                         | 15,7                                                                  | 15,3                                                                  | 16,7                                                                  | 18,8                                                                  | 21,2                                                                  | 24                                                                    | 25,4                                                                  | 25,9                                                                  | 25,5                                                                  | 24,1                                                                  | 21,3                                                                  | 17,8                                                                  | 21                                                                    |
| Temperatura mínima recorde (°C)                                       | 10,1                                                                  | 9,6                                                                   | 9,2                                                                   | 12,1                                                                  | 14,6                                                                  | 17,7                                                                  | 20,8                                                                  | 22,5                                                                  | 21,1                                                                  | 17,2                                                                  | 13,2                                                                  | 10,8                                                                  | 9,2                                                                   |
| Chuva (mm)                                                            | 65,3                                                                  | 58,2                                                                  | 77                                                                    | 118,4                                                                 | 145,4                                                                 | 134,7                                                                 | 80,9                                                                  | 112,6                                                                 | 131,1                                                                 | 132,1                                                                 | 128,2                                                                 | 108,7                                                                 | 1 292,6                                                               |
| Dias com chuva (≥ 0.5 mm)                                             | 10,3                                                                  | 9,1                                                                   | 10,8                                                                  | 9,9                                                                   | 11,7                                                                  | 9,3                                                                   | 8,4                                                                   | 11                                                                    | 11,6                                                                  | 13                                                                    | 11,1                                                                  | 11,8                                                                  | 128                                                                   |
| Umidade relativa (%)                                                  | 66                                                                    | 68                                                                    | 73                                                                    | 79                                                                    | 83                                                                    | 86                                                                    | 82                                                                    | 82                                                                    | 82                                                                    | 80                                                                    | 75                                                                    | 70                                                                    | 77                                                                    |
| Insolação (h)                                                         | 136,4                                                                 | 131,4                                                                 | 154,7                                                                 | 148,2                                                                 | 159,8                                                                 | 198,9                                                                 | 250,3                                                                 | 211                                                                   | 200,9                                                                 | 179,1                                                                 | 140,9                                                                 | 126,8                                                                 | 2 038,4                                                               |
| Fonte: Japan Meteorological Agency                                    |                                                                       |                                                                       |                                                                       |                                                                       |                                                                       |                                                                       |                                                                       |                                                                       |                                                                       |                                                                       |                                                                       |                                                                       |                                                                       |

## Demografia
| Ano  | Habitantes |
| ---- | ---------- |
| 1920 | 3.700.000  |
| 1930 | 5.410.000  |
| 1940 | 7.350.000  |
| 1945 | 3.490.000  |
| 1950 | 6.280.000  |
| 1960 | 9.680.000  |

| Ano  | Habitantes |
| ---- | ---------- |
| 1970 | 11.410.000 |
| 1980 | 11.620.000 |
| 1990 | 11.860.000 |
| 2000 | 12.060.000 |
| 2010 | 13.160.000 |
| 2015 | 13.490.000 |

Tóquio é o centro da maior região metropolitana do mundo, conhecida como Região Metropolitana de Tóquio-Yokohama. Esta região metropolitana inclui as prefeituras japonesas de Chiba, Kanagawa e Saitama. Cerca de 30% de toda a população do Japão vive na região metropolitana de Tóquio. A população desta é de 37 milhões de habitantes.
A megalópole assumiu em 1966 a liderança do ranking mundial de população da Organização das Nações Unidas (ONU). Na atualidade, é considerada uma megacidade, por possuir mais de dez milhões de habitantes.
A prefeitura de Tóquio, de forma isolada, possuía em 2015 mais de 13,4 milhões de habitantes, cerca de 11% da população do Japão; sendo, portanto, a prefeitura mais populosa do país. A população da prefeitura se divide da seguinte forma: cerca de 9,24 milhões de seus habitantes vivem na área das cidades especiais, 4,2 milhões na área Tama e 26 mil nas ilhas sob sua jurisdição.
A densidade populacional de Tóquio é alta, de 6.158 pessoas por quilômetro quadrado, sendo a província mais densamente povoada do Japão. Mais de 90% da imensa população da prefeitura é descendentes de japoneses.

### Imigração
Diferente dos Estados Unidos e de países da Europa, o Japão não é um país com um número significativo de imigrantes. O número de nascidos estrangeiros que vivem no país é de aproximadamente 2.73 milhões de pessoas, um valor que chega a apenas 2,1% da população total do país (125 402 911). Porém, devido ao envelhecimento da população, que resulta na diminuição da população economicamente ativa, medidas foram adotadas recentemente pelo governo para aumentar a imigração para o país. Uma dessas medidas foi aprovar, no ano de 2018, uma lei de imigração que foi feita com o objetivo de atrair 345 mil novos trabalhadores estrangeiros em cinco anos.
Tóquio é a região do Japão com a maior quantidade de imigrantes. Um em cada oito dos jovens que moravam em Tóquio em 2018 chegando à faixa dos vinte anos de idade não havia nascido no Japão. Em 2018, a população de estrangeiros em Tóquio era de aproximadamente 521 mil pessoas, algo próximo a 4% da população total. Os dois maiores grupos étnicos minoritários de Tóquio são chineses e coreanos, cada um responsável por menos de 1% da população da prefeitura. Há também pessoas de outras nacionalidades: filipinos, americanos, indianos, vietnamitas, entre outros. Cerca de 84% dos residentes estrangeiros de Tóquio vivem na região dos 23 distritos especiais. Shinjuku é a região com maior número de imigrantes (43 068) e com maior porcentagem de imigrantes dentro da população total (12,4%). A cidade de Minato tem uma porcentagem alta de cidadãos estrangeiros (7,81%) devido ao fato de ser a localidade de muitas embaixadas e corporações do exterior.

### Religiões
|                                                                           |  |                                                                                   |
| No Santuário Meiji, mais de três milhões de pessoas realizam as hatsumode |  | O Templo Sensoji é o templo budista mais antigo de Tóquio, construído em 642 d.c. |

No Japão de forma geral, as principais religiões são o Xintoísmo e o Budismo. Enquanto o Xintoísmo é uma religião nativa do Japão e nasceu ao mesmo tempo que a cultura japonesa, o budismo foi criado no século VI a.C e importado ao Japão por influência, principalmente, da China e da Coreia. As duas religiões co-existem pacificamente no país e, por isso, muitos de seus cidadãos se consideram de ambas as religiões. O principal santuário xintoísta em Tóquio é o Santuário Meiji, criado em homenagem póstuma ao Imperador Meiji e a Imperatriz Shōken, sua esposa, em 1920. É um dos estabelecimentos religiosos mais populares do Japão. Nos primeiros dias do ano novo, recebe regularmente mais de três milhões de visitantes que realizam as primeiras orações do ano, conhecidas como hatsumode. O principal templo budista de Tóquio é o Sensoji que se destaca por ser o tempo mais antigo de Tóquio e por abrigar o pagode Gojunoto (ou das Cinco Histórias), construído em 1648 por Tokugawa Iemitsu. Além dessas duas religiões, também possuem certa abrangência em Tóquio o Cristianismo e o Confucionismo; os principais lugares de prática dessas doutrinas em Tóquio são a Igreja de São Nicolau e o santuário Yushima Seido respectivamente. A presença do Islamismo não é significativa no Japão em comparação com as religiões supracitadas; porém, a presença de muçulmanos cresceu significativamente durante a década de 1980. A maior mesquita do Japão é a Mesquita de Tóquio (ou Tokyo Camii), inaugurada em 2000.
De acordo com o Anuário Estatístico de Religião do Japão de 2018, Tóquio possui 2 868 templos (寺院, Jiin), 1 463 santuários (神社, Jinja) e 2 371 igrejas (教会, Kyōkai). De acordo com o mesmo anuário, possui um total de 36 226 763 budistas (仏教系, Bukkyō-kei), 6 356 842 de xintoístas (神道系, Shintō-kei), 952 017 de cristãos (キリスト教系, Kirisutokyō-kei) e de 3 092 599 outros vários ensinamentos (諸教, Sho kyō). Além disso, o anuário coloca que o número de crentes (信者, Shinja) de Tóquio pode se situar entre 45 882 866 e 46 628 221; ambos os números chegam a aproximadamente 25% do total do país, que é 181 164 731.

### Segurança, violência e criminalidade
Em 2019, Tóquio foi eleita como a cidade mais segura do mundo em um ranking feito pela revista The Economist, que ocorre a cada dois anos e avalia sessenta cidades. O ranking, conhecido como Safe Cities Index, é realizado desde 2015 e não só faz uma avaliação geral no aspecto da segurança como também analisa este isoladamente em quatro categorias: segurança pessoal, digital, de saúde e estrutural; destas quatro, apenas as duas primeiras poderiam ser relacionadas à questão da criminalidade. Na categoria segurança pessoal, Tóquio ficou em quarto lugar entre as cidades avaliadas perdendo para Hong Kong, Copenhague e Singapura. No quesito segurança digital, Tóquio ficou em primeiro lugar.
De acordo com uma estatística feita pelo Departamento Metropolitano de Polícia de Tóquio em 2019, a quantidade de incidentes criminosos na metrópole por ano é menor do que quarenta mil. De acordo com a estatística, a área onde acontece mais crimes na cidade é em Shinjuku (7 940 crimes) e onde acontece menos é Bunkyo (1 730). As áreas com maior e menor taxa de criminalidade são, respectivamente, Taito (1,26%) e Chuo (0,41%). Com relação aos crimes violentos, as regiões com maior e menor ocorrências desse tipo foram Shinjuku (757 incidentes) e Minato (catorze).
Tóquio possui grande presença da Yakuza, a máfia japonesa e organização criminosa mais poderosa do Japão. A principal área de atuação e onde ocorre a maior parte dos negócios desta na metrópole é Kabukicho. Apesar do fato de a Yakuza ser considerada uma organização legitima no Japão e, em algumas situações, a polícia e ela trabalharem em conjunto, o governo de Tóquio aprovou leis com o objetivo de enfraquecê-la.

## Governo e administração

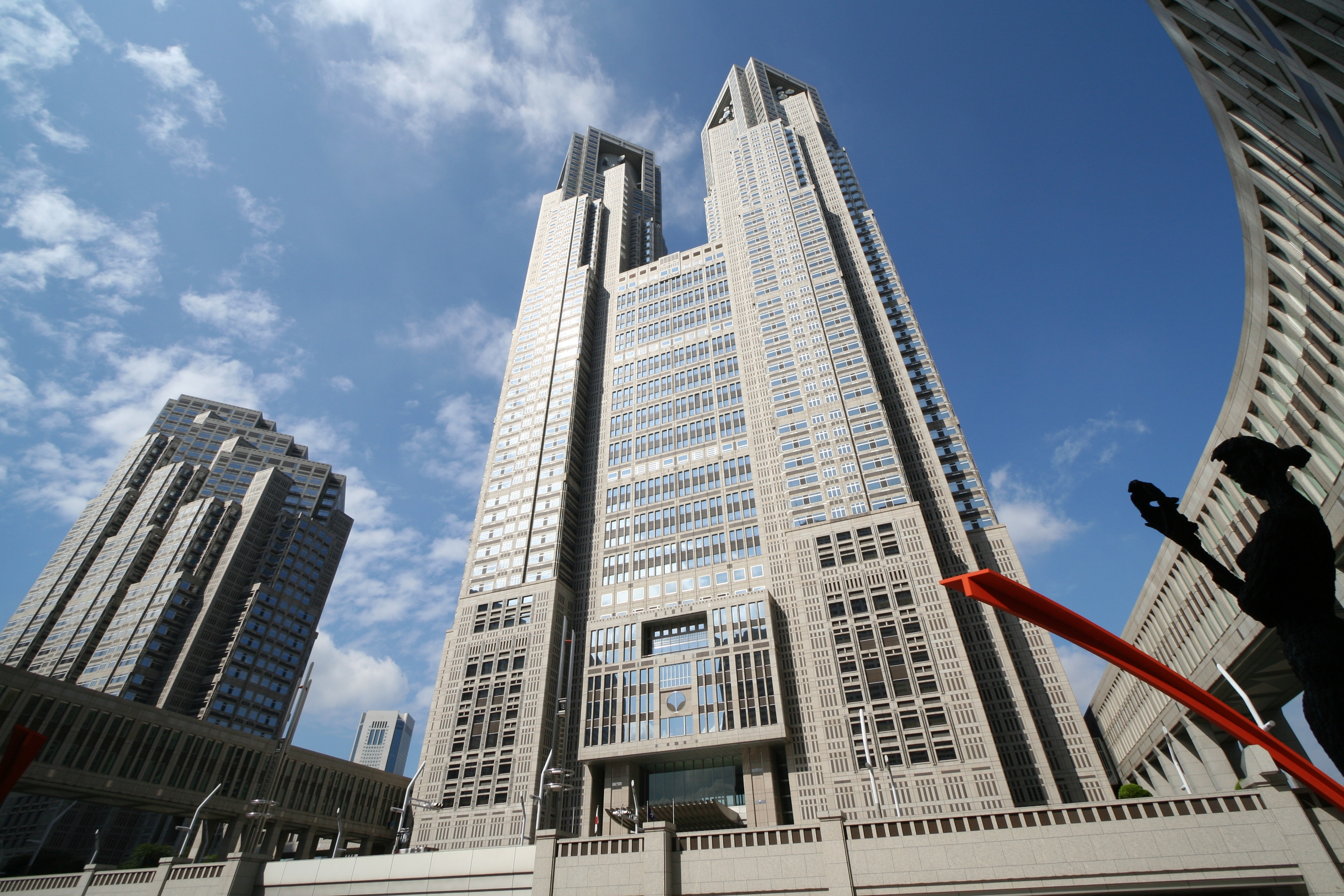
Tóquio City Hall

Tóquio não é tecnicamente uma cidade, mas sim, uma das 47 províncias do Japão. Ela está dividida em 23 bairros e 39 cidades e vilas diferentes. Cada uma delas possuem poderes municipais, com seus próprios prefeitos e assembleias municipais. Porém, o governo provincial cria leis que valem para todos os distritos e cidades de Tóquio e atua limitando os poderes destes governos locais. O governo provincial também é responsável pelo fornecimento de serviços de esgoto e abastecimento de água, embora outros serviços públicos sejam de responsabilidade regional, tais como moradia e educação.
Os habitantes elegem um governador para mandatos de quatro anos de duração. Leis provinciais são discutidas e aprovadas por uma Assembleia Metropolitana. Seus 127 membros são eleitos pela população da província para mandatos de quatro anos de duração. Cada distrito, cidade ou vila que faz parte da província possui ao menos um representante na assembleia.
Um dos métodos de arrecadação de fundos dá-se através de impostos de propriedade. Cada distrito, cidade ou vila pode criar impostos locais para a manutenção dos serviços realizados por tais subdivisões provinciais. Os impostos são coletados pelo governo de Tóquio e parte destes são repassados para as subdivisões.
O Governo Metropolitano possui alguns símbolos provinciais, os quais são: Flor de cerejeira Yoshino, ginkgo (ginkgo biloba), guincho (Larus ridibundus), além do símbolo metropolitano e o brasão que são usados em facilidades que são de propriedade (ou operadas pelo) do Governo Metropolitano de Tóquio.

### Forças policiais

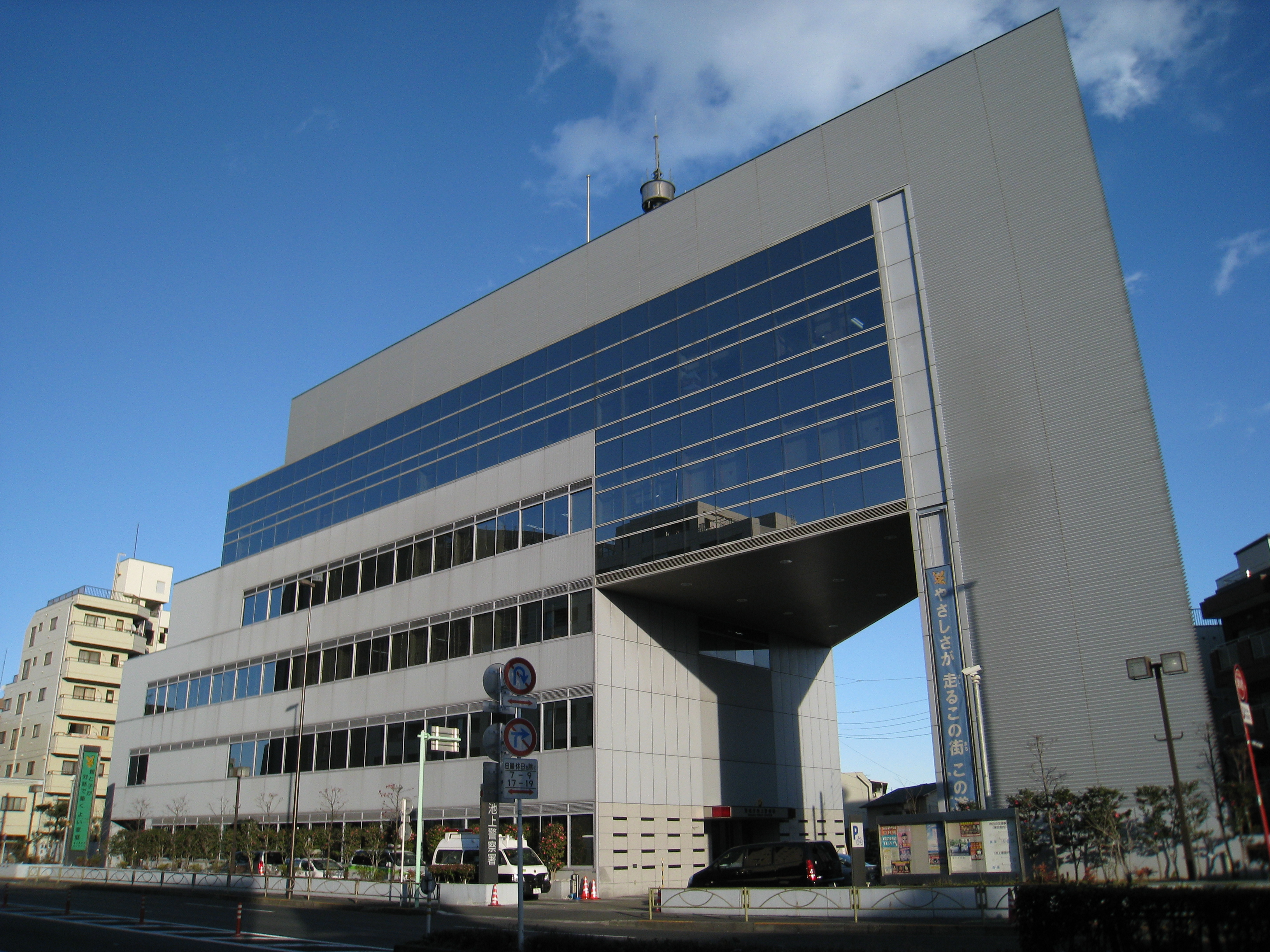
Delegacia do Departamento Metropolitano de Polícia de Tóquio em Ikegami

A polícia é administrada pelo Departamento Metropolitano de Polícia de Tóquio, o qual se encarrega de manter a ordem cidadã dentro de toda a metrópole, resguardando a segurança das pessoas. Cabe à instituição a tarefa de zelar pela paz e manter a ordem dentro da cidade, além de atuar preventivamente em caso de desastres naturais, como tufões e terremotos, os quais são muito frequentes no Japão. Em toda a área comercial e residencial de Tóquio, as forças policiais possuem 102 estações de polícia e 826 postos (koban) repartidos pelos 23 bairros, contando com uma força uniformizada de mais de 43 mil pessoas.
O Departamento Metropolitano de Polícia de Tóquio administra a Academia Metropolitana de Polícia, que foi fundada no ano de Meiji doze (1879) com o objetivo de fornecer fornecer a formação dos policiais locais. Era localizada próximo ao palácio imperial do Japão, porém foi transferida para a cidade de Fuchu em 6 de agosto de 2001. O departamento também tem sob sua jurisdição o Museu da Polícia, que abriga exibições de objetos da história sobre as polícias tanto de Tóquio quanto do Japão. O Museu já chegou a ser criticado por, Chelsea Szendi Schieder, professora adjunta do departamento de ciências políticas e econômicas da Universidade Meiji por, segundo ela, apresentar um ponto de vista da polícia em relação a eventos da história japonesa e por retratar protestos como uma "ameaça para a ordem política".

### Cidades-irmãs
Tóquio é uma cidade-irmã com as seguintes cidades e estados:
- Nova Iorque, Estados Unidos (desde 1960)
- Pequim, China (desde 1979)
- Paris, França (desde 1982)
- Nova Gales do Sul, Austrália (desde 1984)
- Seul, Coreia do Sul (desde 1988)
- Jacarta, Indonésia (desde 1989)
- São Paulo (estado), Brasil (desde 1990)
- Cairo, Egito (desde 1990)
- Moscou, Rússia (desde 1991)
- Berlim, Alemanha (desde 1994)
- Roma, Itália (desde 1996)
- Londres, Reino Unido (desde 2015)

## Subdivisões

### Cidades especiais
As cidades especiais (特別区 -ku) diferem de outras cidades por terem uma relação administrativa única com o governo da prefeitura. Certas funções municipais, como abastecimento de água, coleta de esgoto e bombeiros são gerenciadas pelo governo metropolitano de Tóquio. Para pagar os custos administrativos adicionais, o município cobra impostos municipais, que normalmente seriam cobrados pela cidade. A área das 23 cidades especiais de Tóquio corresponde à antiga fronteira da cidade e é parte de uma unidade geopolítica única chamada de Tóquio-to (都 -to-) traduzido para "metrópole". As 23 cidades especiais de Tóquio são:
- Adachi
- Arakawa
- Bunkyo
- Chiyoda
- Chuo
- Edogawa
- Itabashi
- Katsushika
- Kita
- Koto
- Meguro
- Minato
- Nakano
- Nerima
- Ota
- Setagaya
- Shibuya
- Shinagawa
- Shinjuku
- Suginami
- Sumida
- Taito
- Toshima

### Cidades
As vinte e seis cidades (市 -shi) de Tóquio que ficam na parte ocidental são:
- Akiruno
- Akishima
- Chōfu
- Fuchū
- Fussa
- Hachiōji
- Hamura
- Higashikurume
- Higashimurayama
- Higashiyamato
- Hino
- Inagi
- Kiyose
- Kodaira
- Koganei
- Kokubunji
- Komae
- Kunitachi
- Machida
- Mitaka
- Musashimurayama
- Musashino
- Nishitōkyō
- Ōme
- Tachikawa
- Tama

O governo metropolitano de Tóquio designou Hachiōji, Tachikawa, Machida, Ōme e Tama New Town como centros regionais da área de Tama, como parte de seus planos de dispersar as funções urbanas para longe do centro de Tóquio.

### Centros
Os cinco centros (町 -chō or machi) de Tóquio são:
- Hinode
- Hinohara
- Mizuho
- Okutama
- Oshima (na ilha Izu Ōshima)

- Centros 町 -chō ou -machi
- Cidades 市 -shi
- Cidades especiais 特別区 tokubetsu-ku

## Economia
Tóquio, em 2008, era a cidade com maior produto interno bruto (PIB) (medido pelo seu poder de compra) do mundo, valor que na época foi de 1,4 trilhão de dólares; Em 2015, de acordo com o governo metropolitano, o valor do PIB era de 868,6 bilhões de dólares.
Atualmente, como um centro financeiro de alcance global, Tóquio é o principal centro de negócios e possui o maior mercado consumidor da Ásia. Foi descrita por Saskia Sassen como um dos três "centros de comando" para a economia mundial, juntamente com a Nova Iorque e Londres. Esta cidade é considerada um cidade global alfa +, listada pelo inventário da GaWC de 2018. No índice Global Financial Centres Index de 2019, Tóquio foi considerada o sexto centro financeiro mais competitivo do mundo e o quarto da Ásia (atrás de Singapura, Hong Kong e Xangai).
A Bolsa de Valores de Tóquio é uma das dez principais do mundo, sendo a principal fora dos Estados Unidos, com uma capitalização de mercado de 5,6 trilhões de dólares e seu principal índice é o Nikkei 225. As maiores empresas com ações na bolsa de Tóquio são: Toyota, Softbank, Nippon Telegraph and Telephone, Keyence e NTT Docomo.
A maioria das instituições financeiras do país, e também multinacionais, tem sua sede em Tóquio, tanto é, que em 2008 verificou-se que das empresas cotadas na Global 500, 47 são baseados em Tóquio, quase duas vezes maior do que o segundo colocado que é a cidade de Paris. Durante o crescimento centralizado da economia japonesa depois da Segunda Guerra Mundial, muitas companhias moveram seus escritórios centrais de cidades como Osaka, que é a capital histórica do comércio, para Tóquio. Na verdade, essa tendência se iniciou durante a Era Meiji, devido ao enfraquecimento do poder comercial de Osaka. Entre as companhias que possuem a sua sede em Tóquio se destacam: Honda, Sony, Mitsubishi e Hitachi.
Durante catorze anos seguidos, foi eleita pela Economist Intelligence Unit como a cidade mais cara (ou de custo de vida mais alto) no mundo. No resultado de 2010, Tóquio ficou em segundo lugar em estudo divulgado pela empresa de consultoria "Mercer", ficando atrás apenas de Luanda, Angola. No ranking de 2018 da Mercer, Tóquio também ficou em segundo lugar, ficando atrás de Hong Kong.

### Turismo
O turismo é uma das suas principais fontes de renda. Em 2006, o turismo representou 5,7% da receita total da cidade de Tóquio. Milhões de turistas, boa parte deles estrangeiros, visitam Tóquio anualmente. Além de suas muitas atrações turísticas, a cidade também sedia alguns grandes eventos anuais, como a parada dos bombeiros de Tóquio em 6 de janeiro. Os festivais mais importantes da metrópole são: o Festival de Sanja, o de Kanda e o de Sanno; o primeiro ocorre na terceira semana de maio, o segundo também no mês de maio em anos ímpares e o terceiro no de junho em anos pares.
Por ser um dos principais pontos históricos e culturais do Japão, a prefeitura de Tóquio é a região do país que mais recebe turistas. Em 2017, recebeu quase a metade dos turistas internacionais que chegam ao país (cerca de 46,2%), essa porcentagem ultrapassou 50% em todos os anos entre 2011 e 2015 exceto 2013. Em 2017, Tóquio era a oitava cidade mais visitada do mundo de acordo com o Mastercard Global Destination Cities Index. De acordo com o mesmo levantamento, a quantidade de turistas internacionais que visitou a cidade era cerca de 11,93 milhões. Entre os visitantes que chegaram à cidade em 2017: 59,6% eram provenientes de países asiáticos, 12.9% da América do Norte, 9,4% da Europa e 16,2% de outros países. O governo metropolitano de Tóquio criou um site que serve como um guia turístico oficial da metrópole conhecido como Go Tokyo.
Entre os hotéis que têm a disposição, os turistas podem optar por ficar naqueles construídos e mobiliados em estilo ocidental, ou em Ryokans, construídos e mobiliados ao estilo japonês. Estes hotéis possuem, por exemplo, portas que se deslocam em um sentido lateral, chamadas de shoji, e de um tapete, chamado de tatame. A maior parte dos apartamentos da cidade de Tóquio são pequenos, sendo que os mais baratos chegam a ter no máximo 30 m².
Os pontos turísticos mais conhecidos são: a Torre de Tóquio: uma torre de 333 metros de altura, localizada ao sul do Palácio Imperial; o Palácio Imperial do Japão, a residência oficial do imperador; os vários templos budistas também são muito conhecidos, estima-se que haja mais de 77 mil por todo o Japão, entre os principais estão o templo Zozo-ji em Minato e o templo Sensoji em Asakusa; e os jardins e parques, como o Parque Yoyogi e o Parque Ueno, este último famoso por possuir muitos museus, como o Museu Nacional de Tóquio, e mais de mil cerejeiras que florescem entre o final de março e começo de abril, o que atrai muitos observadores, que costumam ser chamados de Hanami. O santuário Meiji é o principal santuário xintoísta de Tóquio e é muito visitado durante a época de ano novo.

## Infraestrutura

### Transportes
Segundo o relatório anual do Governo Metropolitano de Tóquio de 2006, o número de passageiros do sistema, que inclui ônibus, metrô, trens de superfície e bondes, chega a 43 milhões por dia - ele supera o da população total porque as pessoas fazem mais de uma viagem diariamente. Os transportes públicos dentro de Tóquio são dominados por uma extensa rede considerada limpa, pontual e eficiente.
O investimento em transporte de massa foi a saída encontrada pelas autoridades para suportar o grande crescimento populacional da metrópole durante o século XX. O transporte público de Tóquio é administrado pelo Departamento de Transportes, também conhecido como Toei (都営).

#### Ferroviário
Tóquio, como o centro da Região Metropolitana de Tóquio, é o maior eixo de transporte ferroviário do Japão. O metrô conta com 283 estações e 292 quilômetros de linhas, cinco vezes a extensão do metrô de São Paulo. A Estação de Shinjuku é a estação de trem mais movimentada do mundo em volume de passageiros. Este sistema ferroviário fica tão lotado nas horas de pico que várias estações empregam funcionários, denominados oshiyas, especialmente designados para empurrar e compactar pessoas dentro dos trens, no momento em que as portas dos trens estão fechando.
O sistema de metrôs de Tóquio é administrado por duas empresas: a Toei Subway e a Tokyo Metro; o primeiro é administrado pelo Toei e o segundo foi criado em 30 de dezembro de 1927 e, mesmo que todas as suas ações sejam de propriedade dos governos do Japão (53,4%) de Tóquio (46,6%), é considerado desde 2004 uma empresa privada. Essas duas empresas administram um total de treze linhas de metrô, com a Toei sendo responsável por quatro e a Tokyo Metro por nove.
A construção do Tōkaidō Shinkansen entre Tóquio e Osaka iniciou-se em abril de 1959 e terminou em 1964, faltando menos de uma semana e meia para as primeiros Jogos Olímpicos de Tóquio. Antes do trem-bala uma viagem entre as duas cidades levaria seis horas e meia. Hoje bastam 2 horas e meia para fazer o percurso de cerca de quinhentos quilômetros.

#### Aéreo
É servida pelo Tokyo International Airport (東京国際空港, Tōkyō Kokusai Kūkō) (ou Aeroporto de Haneda (羽田空港, Haneda Kūkō)), o quinto aeroporto mais movimentado do mundo, e que atende principalmente a voos domésticos. Passaram pelo aeroporto 66 935 990 passageiros em um período de doze meses de fevereiro de 2007 até fevereiro de 2008.
Outro aeroporto que se destaca, o Aeroporto Internacional de Narita, está localizado na cidade de Narita, província de Chiba, e movimenta principalmente os voos internacionais que servem Tóquio. Movimentou mais de 40,5 milhões de passageiros em 2017.

#### Rodoviário
Com relação ao uso de ônibus, em Tóquio este não é tão intenso quanto a utilização do sistema de metrô e, geralmente, os ônibus demoram mais para se locomover de um lugar para o outro. O principal sistema de ônibus de Tóquio é o Toei Bus, que foi inicialmente constituído em 1924 como uma medida de emergência para a metrópole, pois o sistema de bondes havia sido danificado pelo Grande Terremoto de Kanto no ano anterior. O Toei Bus opera nas 23 cidades especiais e em parte da região de Tama com cerca de 1 400 ônibus, muitos deles com facilidades de acesso para passageiros idosos e, desde 1991, o sistema realiza medidas para fazer com que seus ônibus sejam mais ecológicos. Além do sistema Toei também existem vários outros, tanto públicos quanto privados.

#### Hidroviário
Devido à alta quantidade de canais que possui, o transporte de barcos pelos rios é bastante utilizado. O Ônibus de Água (水上バス, Suijō Basu) é o serviço de transporte marítimo mais notável de Tóquio. Ele é mais utilizado para acessar as ilhas artificias da metrópole, principalmente Odaiba, e também é usado para viajar pelo Rio Sumida. A maior parte dos ônibus aquáticos é operada pela companhia Tokyo Cruise Ship, uma empresa privada; porém, alguns são operados pela Associação Metropolitana de Parques de Tóquio. A principal rota de balsas que serve como transporte interno é a Tokyo-Wan, entre Yokosuka, Kanagawa e Futtsu, Chiba, cruzando a baía de Tóquio. O portos marítimos de Tóquio e Yokohama são os principais e mais movimentados do Japão.

### Educação
O Governo Metropolitano de Tóquio é responsável pela administração, através do Departamento Metropolitano de Educação de Tóquio, e pelo fornecimento de verbas de mais de duas mil escolas, sendo que algumas delas são para pessoas com necessidades especiais. A instituição também é responsável pela administração das propriedades de valor cultural da metrópole.
|                                                 |  |                                             |
| Biblioteca do campus Mita da Universidade Keio. |  | Auditório Yasuda da Universidade de Tóquio. |

O sistema de bibliotecas públicas é conhecido como Tokyo Metropolitan Library, e na verdade consiste em duas bibliotecas: a Biblioteca central e a Biblioteca Tama. Antigamente existia nesse sistema uma terceira biblioteca, a Biblioteca de Hibiya, porém esta terminou sendo fechada em 1º de abril de 2009. A Biblioteca central, ou Biblioteca Nacional da Dieta, está aberta ao público em geral, mas sua função principal é ajudar os membros do parlamento japonês em pesquisas.
As seis instituições de ensino superior mais proeminentes são conhecidas como As Seis Universidades de Tóquio (东京六大学, roku Tokyo daigaku): Universidade de Keio, Universidade de Tóquio (a mais conhecida, também chamada de "Tōdai"), Universidade de Waseda, Universidade Hosei, Universidade de Meiji e Universidade Rikkyo. As Seis formam a liga de beisebol mais antiga do Japão: a Tokyo Big6 Baseball League. A Tōdai é a mais prestigiada, e em 2019 classificou-se na posição 99 entre as duzentas maiores universidades do mundo e na posição oito quando são consideradas as universidades da Ásia, sendo estas as melhores colocações entre as universidades japonesas. Estão localizadas em Tóquio as universidades Keio e Waseda, as principais instituições de ensino superior privado do Japão.

### Ciência e tecnologia
O Japão é um país bastante conhecido pelo seu alto grau de desenvolvimento na área de ciência e tecnologia, principalmente nos ramos de robótica, eletrônicos e medicina. O governo do país possui o objetivo de fazê-lo "ser o primeiro país a provar que que é possível crescer através da inovação até quando a sua população diminui" e também de transformá-lo em uma "Sociedade 5.0".
Tóquio, como capital do Japão, pode ser considerada um dos centros da inovação tecnológica. É considerada uma cidade futurista devido a produtos como o trem-bala e porque seu governo é muito comprometido a abranger novas tecnologias oferecendo um ambiente favorável para a atuação de companhias de tecnologia e startups. Por causa disso, ficou em primeiro lugar na edição de 2018 do ranking Innovation Cities Index, feito pela provedora de dados comercial 2thinknow, que destacou que a metrópole abarcou bastante a robótica e a fabricação em 3D, que foram identificadas como "tendências que abalam o mundo".

### Saúde

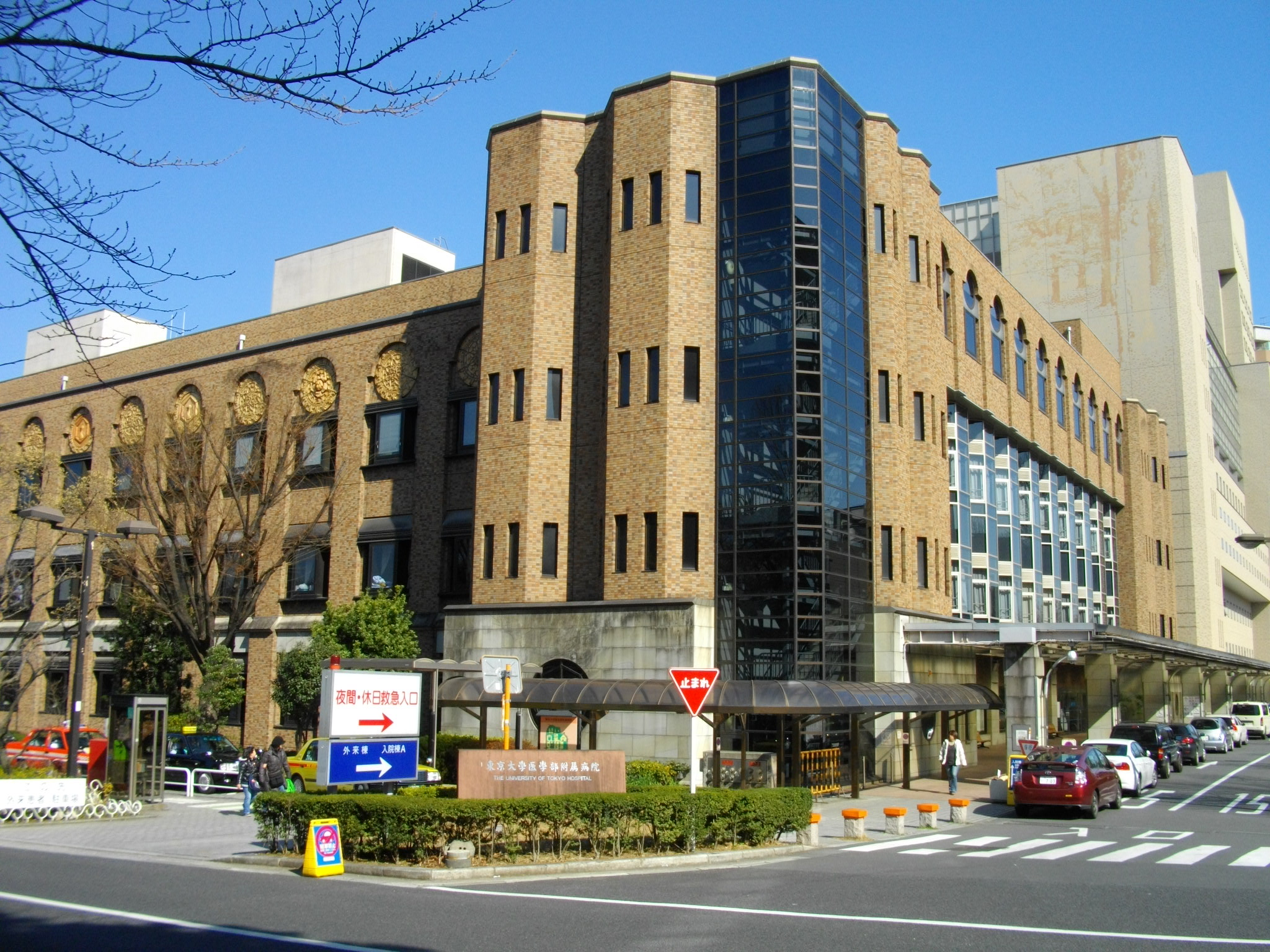
O Hospital da Universidade de Tóquio foi considerado o oitavo melhor do mundo pela Newsweek em 2019

O Governo Metropolitano administra a saúde pública de Tóquio através de três órgãos: o Escritório de Bem-Estar Social e Saúde Pública e o Office of Metropolitan Hospital Management e Tokyo Metropolitan Health and Medical Treatment Corporation. O primeiro lida com a criação de políticas de saúde pública e amparo social, como construir sistemas que facilitem o acesso a cuidados de saúde e fornecer assistência a moradores de rua. O segundo e terceiro órgãos ficam responsáveis por administrar os catorze hospitais públicos de Tóquio sob a tutela das autoridades da metrópole. Em 2019, a revista Newsweek, em parceria com uma companhia de análise de dados chamada Statista Inc., realizou uma classificação dos melhores hospitais do mundo. O Hospital da Universidade de Tóquio, conquistando a melhor colocação entre os hospitais japoneses, ficou entre os dez melhores do mundo, atingindo a oitava posição. Dos 105 hospitais japoneses que foram analisados, 21 se localizavam na cidade de Tóquio. Na edição de 2019 do Safe Cities Index, Tóquio ficou na segunda posição dentro da categoria "Segurança de Saúde", perdendo apenas para Osaka, isso significa que o acesso a cuidados de saúde e a qualidade dos serviços desse tipo em Tóquio são considerados muito bons.
Em 2015, a expectativa de vida em Tóquio para pessoas do sexo masculino e do feminino era de, respectivamente, 81,07 anos e 87,26 anos. Ao se analisar a diferença entre as pirâmides etárias de Tóquio de 1970 e 2010, percebe-se que houve um estreitamento na base da pirâmide e um alargamento no topo, indicando que houve um aumento da  população idosa. De acordo com o Escritório de Bem-Estar Social e Saúde Pública, a população da metrópole começará a diminuir em 2025 e, dez anos depois, um em cada quatro cidadãos de Tóquio terá mais de 65 anos.

### Habitação e saneamento

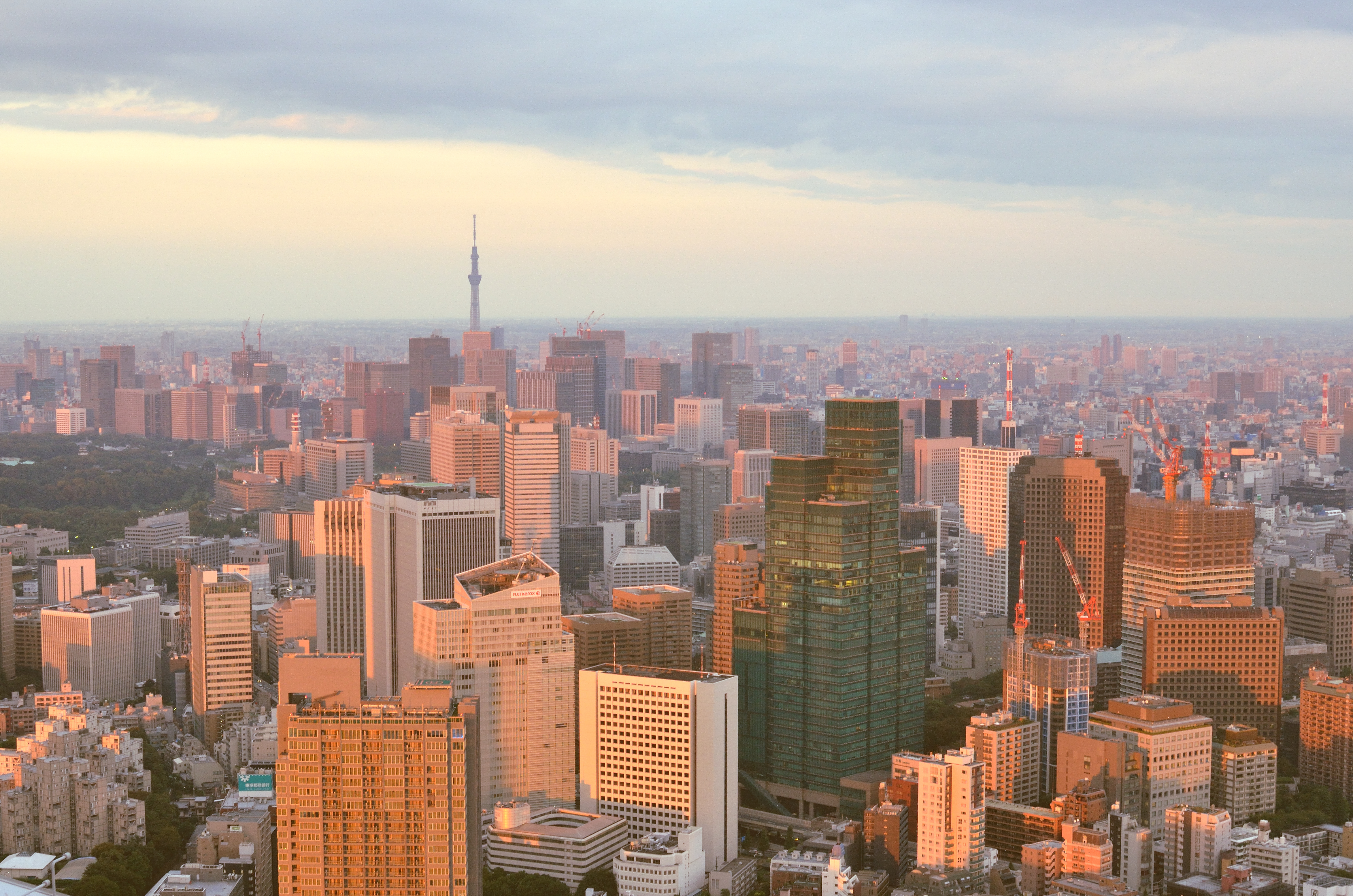
Centro financeiro da cidade com a Tokyo Skytree ao fundo.

A imensa população de Tóquio cria uma altíssima demanda por residências. Em Tama, o governo provincial criou um projeto de residenciamento barato, para famílias de baixa renda. Porém, estas residências estão localizadas muito longe dos principais centros comerciais e industriais, e por isso muitos destes trabalhadores de baixa renda são obrigados a passar por vezes várias horas no caminho de casa para o trabalho. De acordo com uma classificação de 2007 feito pelo grupo imobiliário Knight Frank e do Citi Private Bank, subsidiária do Citigroup, Tóquio é a quinta cidade mais cara do mundo quanto ao preço dos imóveis residenciais de luxo: 17,6 mil euros por metro quadrado.
Sua tecnologia aliada aos recursos naturais deram ao Japão acesso à água potável e tratamento de esgoto em quase todo o território nacional. Devido à rápida urbanização de suas grandes cidades, ocorreu a degradação ambiental que causou enchentes, aridez e piora da qualidade da água. Para atenuar os danos causados por esses problemas, foram implantadas medidas para melhorar os mecanismos de coordenação sobre o uso da água e prevenir a sua contaminação. Como resultado, o Japão obteve drásticas melhorias em seus recursos hídricos e de higiene e abastecimento de água potável em seu território. Cidades como Tóquio e Quioto foram as grandes beneficiadas dos projetos. A Seção do Sistema de Distribuição de Água do Governo Metropolitano de Tóquio gerencia a uma rede de abastecimento de água de 26 mil quilômetros. A taxa de vazamento da rede de água de Tóquio é de aproximadamente 3,6%, enquanto a taxa de vazamento de água das grandes cidades do mundo é de cerca de 30%, em média. O modelo de abastecimento de Tóquio é seguido em vários países no mundo sendo que enviaram especialistas nessa área para países em desenvolvimento para fornecer assistência técnica nessa área.

### Engenharia sísmica

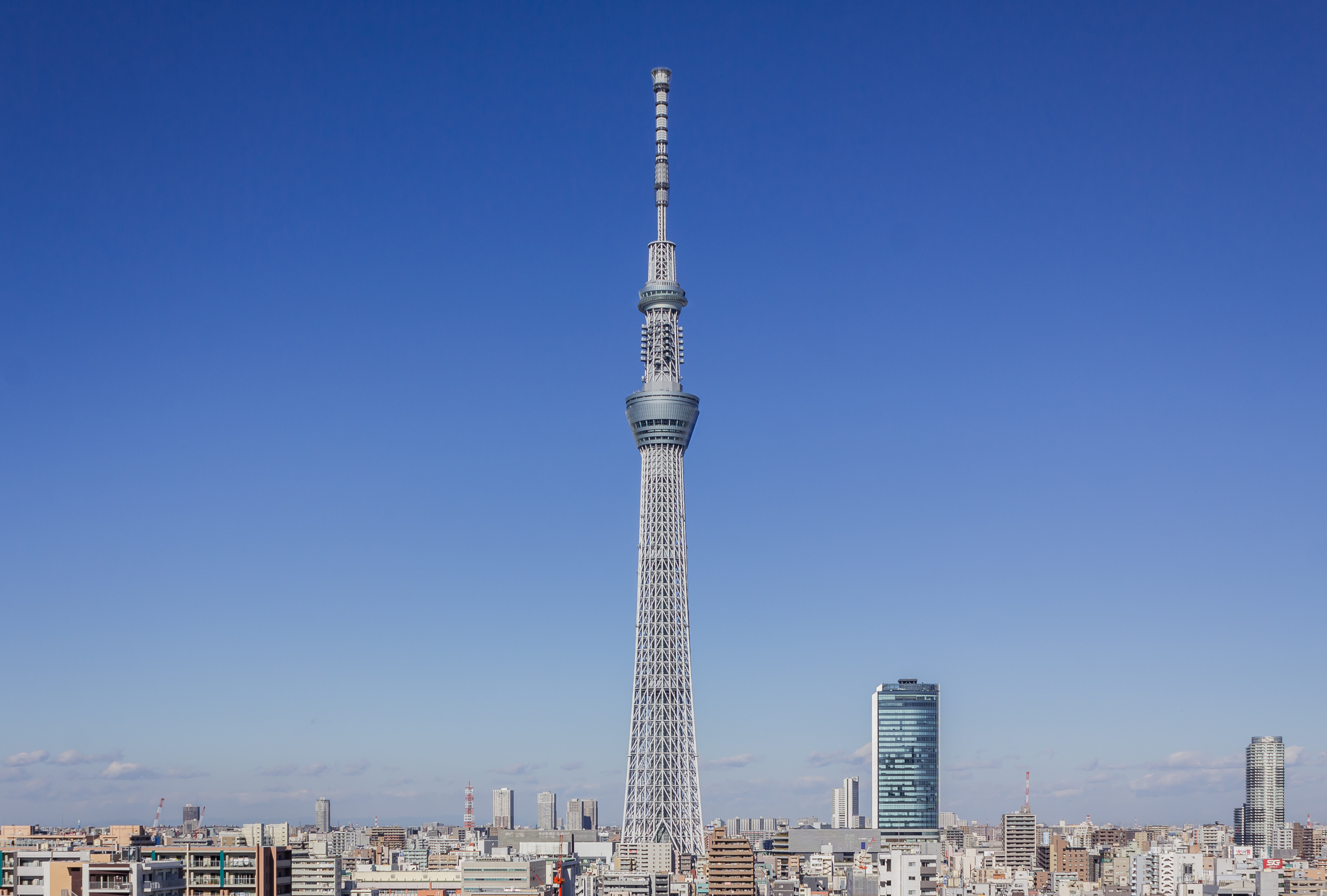
A Tokyo Skytree, inaugurada em 2012 com 634 metros, é a torre mais alta do mundo.

O Japão é um país bastante conhecido pelo seu alto número de terremotos. Devido a esse fato, tanto o governo nacional quanto o de Tóquio investem pesadamente em infraestrutura para minimizar danos que poderiam ser causados por um abalo sísmico. As leis nacionais que regulam os critérios para a construção de edifícios diz que estes devem ter "danos mínimos" em um terremoto de médio porte, e que "um prédio não deve ser suscetível a desabar em um terremoto de grande porte". De acordo com um estudo da Universidade de Tóquio, 87% dos prédios da metrópole obedecem a essas exigências.
Os arranha-céus mais novos apresentam uma variedade de dispositivos anti-sísmicos, incluindo grandes "amortecedores" que agem como pêndulos e reagem às ondas feitas pelos terremotos, semelhante a absorvedores de choques. Além disso, o governo de Tóquio realiza diversas medidas contra outros desastres naturais como tempestades e enchentes, a principal medida feita nesse sentido foi a construção do maior sistema de drenagem construído pelo homem, o Canal Subterrâneo de Drenagem Externa da Área Metropolitana (também conhecido como G-cans). O G-cans possui mais de seis quilômetros de extensão e uma série de cinco silos com 65 metros de altura para coletar o excesso de água que chegar para a cidade, impedindo inundações. Devido a toda a infraestrutura de Tóquio para prevenir danos de desastres naturais, Tóquio ficou na quarta posição dentro da categoria "Segurança Estrutural" na edição de 2019 do Safe Cities Index, perdendo para Barcelona, Osaka e Singapura.

## Cultura
|                            |  |                                                        |
| Sede da Fuji TV em Odaiba. |  | Akihabara, principal área para fãs de animes e mangás. |

A maioria dos cidadãos de Tóquio usam vestimentas ocidentais, no dia a dia. Algumas pessoas mais velhas - especialmente mulheres - porém, ainda usam o quimono, uma roupa típica japonesa. Roupas tradicionais japonesas são usadas, geralmente, apenas em dias ou eventos especiais como o hatsumode (a primeira visita a santuários ou templos no Ano Novo), o seijinshiki (cerimônia que celebra a maioridade entre os jovens), casamentos e cerimônias de graduação. Harajuku, um bairro de Shibuya, é conhecido internacionalmente por seu estilo e da moda jovem.
Tóquio é uma metrópole bastante conhecida por sua importância no cenário artístico da Ásia. Os dois principais eventos de arte da cidade são o Art Fair Tokyo, que acontece em março ou abril, e o Tokyo Art Beat. Um tipo de gravura popular no Japão, conhecido como Ukiyo-e foi criado em Tóquio quando esta ainda se chamava Edo. Dois museus em Tóquio apresentam exibições sobre o Ukiyo-e: o Museu Nacional de Tóquio e o Museu Sumida Hokusai.

### Museus
Tóquio tem dezenas de museus da arte, história, ciência e tecnologia. O museu mais importante do Japão é o Museu Nacional de Tóquio, dentro das dependências do Parque Ueno. O museu é administrado pelo governo do país, através de uma instituição de administração independente conhecida como National Institute for Cultural Heritage. O museu possui uma coleção de antiguidades e obras de arte tanto do Japão quanto de outros países asiáticos.
O Museu Metropolitano de Arte (東京都美術館, Tōkyōto Bijutsukan), fundado em 1926, está dividido em uma galeria que expõe os trabalhos de artistas nacionais contemporâneos; e uma com exposições especiais organizadas com a cooperação de jornais e companhias de televisão. O museu Shitamachi, localizado na esquina sudeste do parque Ueno, está dedicado a preservar a cultura de Tóquio durante a era Edo. O Mingeikan é um museu fundado por Yanagi Muneyoshi em 1936, consagrado para o artesanato popular de todo o país. O museu Goto mostra a coleção privada de arte japonesa que era propriedade de Goto Keita, fundador do museu e da Tokyu Corporation. Neste museu se encontra um trabalho designado como um tesouro nacional no Japão, conhecido como The Tale of Genji. No Museu da Espada Japonesa, ou Tōken hakubutsukan (刀剣博物館), regido pela Associação para a Conservação de Arte da Espada Japonesa e tem como objetivo preservar e divulgar espadas japonesas e espalhar a cultura japonesa com relação a espadas. O Museu Metropolitano de Fotografia de Tóquio (東京都写真美術館, Tōkyō-to Shashin Bijutsukan), localizado em Ebisu, foi inaugurado em 1995 e é o primeiro museu abrangente sobre fotografia e vídeo no país e possui como objetivo aprimorar e desenvolver a cultura de fotografia e vídeo no Japão. Onde atualmente o museu possui uma coleção de aproximadamente 20 mil fotografias, cerca de 30 mil livros e 720 títulos de periódicos em fotografia e imagens visuais. Entre os museus de ciência e tecnologia mais destacados há dois na ilha artificial de Odaiba: o Museu de Ciências Marítimas, e o Museu Nacional de Ciência Emergente e Inovação.

### Artes cênicas

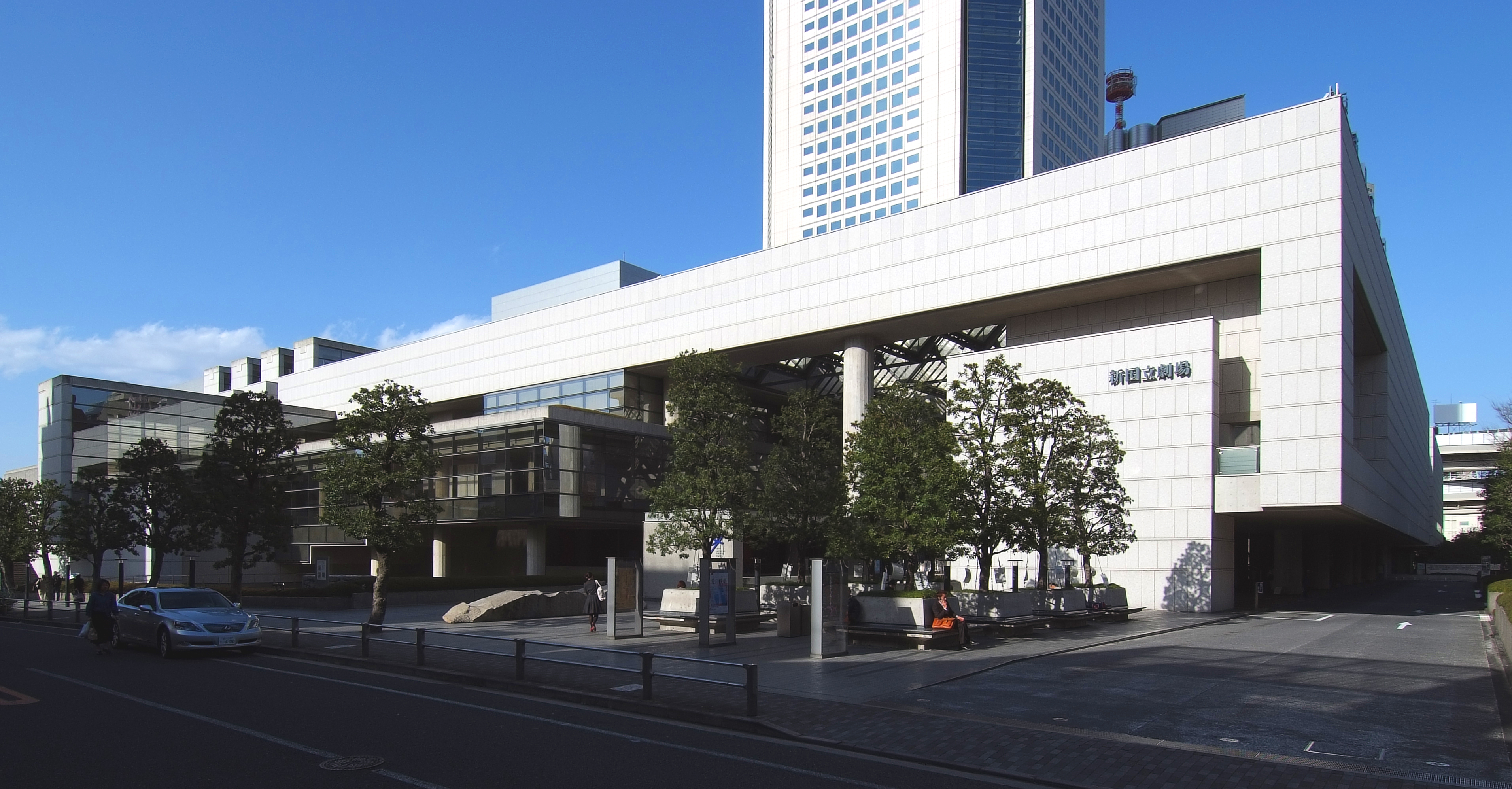
O Teatro Nacional de Tóquio realiza apresentações de artes cênicas tanto japonesas quanto ocidentais. Considerado patrimônio da humanidade, é um dos teatros mais importantes do Japão

O Japão possui três formas de teatro tradicionais no país e que hoje são consideradas Património Cultural Imaterial da Humanidade pela UNESCO, que são: Noh, Kabuki, e Bunraku. A primeira surgiu no século XIV e as duas últimas durante o Período Edo. Em Tóquio, o Teatro Kabuki-za é um local de destaque na realização do Kabuki, e o Teatro Nacional de Noh para a arte que lhe dá nome, apesar dela ocorrer muito em apresentações ao ar livre; o Bunraku em Tóquio é mais realizado no Teatro Nacional.
A cidade de Tóquio possui diversos teatros em alguns de seus distritos; os que se sobressaem nesse sentido são Shimokitazawa, Hatsudai, Ikebukuro e Sangenjaya. O Teatro Nacional de Tóquio, administrado pelo Conselho de Artes do Japão e considerado patrimônio imaterial pela UNESCO, foi fundado em 1966 com o objetivo de preservar as artes cênicas tradicionais do Japão, realizando apresentações não somente das que já foram mencionadas, como também da Nihon buyo e da Gagaku. Porém, este teatro também realiza apresentações de artes ocidentais como ópera e balé. O teatro administrado pelo governo de Tóquio, o Teatro Metropolitano de Tóquio, se destaca por ser um dos principais locais de apresentação da Orquestra Sinfônica Yomiuri Nippon, considerada uma das mais renomadas do Japão.

### Gastronomia

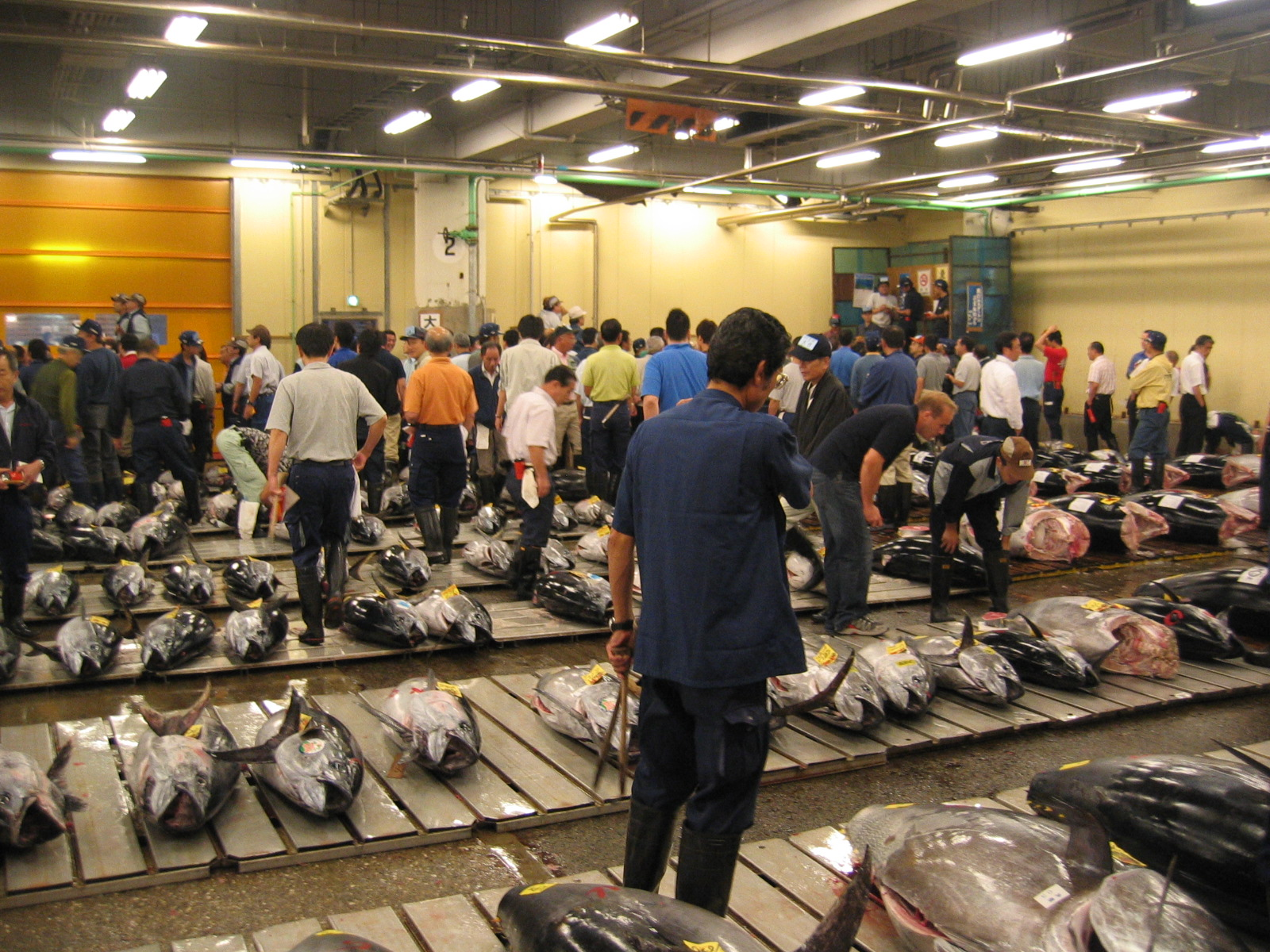
Leilão de atum fresco no Mercado de peixes de Tsukiji.

Possui um elevado número de restaurantes, enquanto em comparação grandes cidades como Paris e Nova Iorque possuem cerca de 20 mil restaurantes a região metropolitana de Tóquio possui mais de 160 mil. Em novembro de 2007, foi lançado no guia Michelin lançou seu guia de restaurantes finos, sendo que Tóquio, ganhou 191 estrelas no total, ou aproximadamente o dobro do seu concorrente mais próximo, no caso Paris. Oito estabelecimentos foram agraciados com o máximo de três estrelas, 25 receberam duas estrelas e 117 ganhou uma estrela. Dos oito melhores restaurantes avaliados, três oferecem jantares finos tradicional japonês, duas casas de sushi e três servem culinária francesa.
Os pratos representativos são sobá (荞麦), o macarrão frio, considerados como os melhores em Tóquio, tempurá (てんぷら天麸罗), oden (御田, おでん) e sushi (寿司, 鮨, 鮓). Edo era conhecida pela pressa de seus moradores, e no século XIX Yohei Hanaya criou uma forma fácil de fazer sushis. O Chankonabe (ちゃんこ鍋) é o alimento comido por lutadores de sumô. Por causa do vínculo indissolúvel a cidade com esta arte marcial, o Chankonabe tornou-se um alimento popular, então há uma abundância de restaurantes especializados em Chankonabe.

### Arquitetura

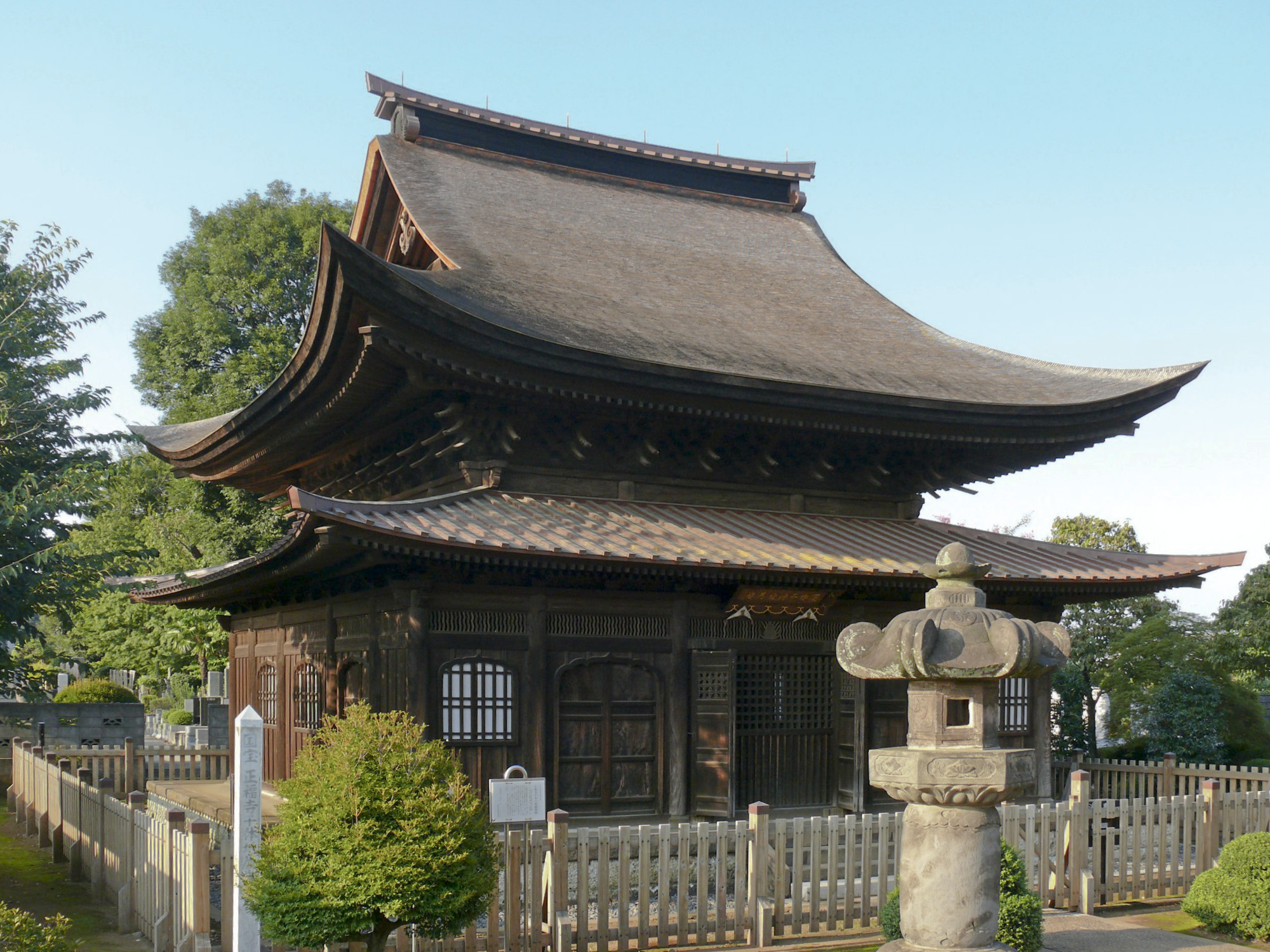
Shōfuku-ji, o edifício mais antigo de Tóquio

A arquitetura de Tóquio foi bastante influenciada pela história da metrópole, pois esta foi deixada em ruínas duas vezes durante o século XX: a primeira vez foi em 1923 com o Grande Terremoto de Kanto e a segunda devido aos bombardeios na Segunda Guerra Mundial. Por causa disto e de outros fatores, predominam na paisagem urbana de Tóquio a sua arquitetura mais moderna, com o número de prédios mais antigos sendo considerado escasso.
Entre as estruturas de Tóquio as que mais se destacam são: a Tokyo Skytree, o Tokyo Midtown e o Shōfuku-ji. A primeira por ser a torre mais alta do mundo, com 634 metros; a segunda por ser o segundo edifício mais alto do Japão; e a terceira por ser o edifício mais antigo de Tóquio, foi construído em 1407. Além desses três, também são importantes os seguintes: A Estação de Tóquio, a Catedral de Santa Maria e a Nakagin Capsule Tower.

### Música
Tóquio é considerada um lugar eclético quando se trata dos estilos musicais que existem na sua região. A música pop é o estilo que mais se destaca na metrópole, porém também são notáveis nela o jazz, o rock, a música feita por Djs e, claro, a música tradicional japonesa. Entre os artistas que nasceram em Tóquio estão: Kyary Pamyu Pamyu, Takahiro Morita, Nujabes, Sho Sakurai e Satoshi Ohno;[carece de fontes?] os grupos musicais AKB48, Arashi, Yellow Magic Orchestra e Puffy (além de vários outros) foram formados em Tóquio.
Os festivais de música que mais se destacam são o Summer Sonic e o Ultra Japan. O primeiro ocorre anualmente durante o verão do hemisfério norte e acontece de maneira simultânea em Osaka e Tóquio (mais especificamente em Chiba), atraindo milhões de pessoas do mundo todo. O Summer Sonic já realizou tanto apresentações de cantores e bandas do Japão, como Kyary Pamyu Pamyu, quanto do exterior, como o grupo Metallica. O Ultra Japan é um evento de música eletrônica internacional que acontece anualmente em Odaiba, durante três dias, e que atrai mais de quatrocentas mil pessoas.

### Esportes
Esportes como o judô e o sumô, que fazem parte da cultura da cidade por séculos ainda são muito apreciados pela população de Tóquio. Porém, esportes ocidentais, como futebol, basquetebol, tênis e especialmente o beisebol estão ficando cada vez mais populares entre a população da cidade, especialmente entre os jovens.
Os Jogos Olímpicos de Verão de 1964 foram realizados em Tóquio, e ocasionaram um grande impacto no aspecto urbano da cidade, pois foram construídas grandes obras de complexos desportivos de infraestrutura da cidade e de transporte que custaram cerca de três bilhões de dólares, com parte desse valor paga pelos Estados Unidos. Entre instalações utilizadas em 1964, encontram-se o antigo Estádio Olímpico de Tóquio, que sediou o evento, o Nippon Budokan (arena de artes marciais), e o Ginásio Nacional Yoyogi. A primeira delas foi demolida em maio de 2015 para dar lugar ao Novo Estádio Olímpico. Foi candidata para os Jogos Olímpicos de Verão de 2016, mas acabou perdendo para o Rio de Janeiro. Quatro anos mais tarde, foi eleita sede dos Jogos Olímpicos de Verão de 2020.
Igual ao resto do país, o sumô (相撲, sumō, às vezes 大相撲, ōzumō) tem um lugar destacado entre os esportes em Tóquio. No Estádio Nacional de Sumô, localizado em Ryogoku, ocorrem os torneios de janeiro, maio e setembro, que atraem muitos espectadores. Os treinamentos de sumô são sempre em estábulos, ou baias, e muitos permitem a entrada de espectadores. Aliás no Japão o sumô também deve o impulso de o Imperador Meiji ter sido um praticante do esporte. Na cidade se praticam de maneira profissional outras artes marciais, especialmente o judô, incluído em 1964 como esporte olímpico, além do kendo, do caratê, do kyudo e do aikido.
Atualmente, o esporte mais popular em Tóquio é o beisebol, esporte ocidental mais popular da província. O estádio Tokyo Dome (東京ドーム, Tōkyō Dōmu) é sede de uma das equipes mais populares de beisebol do país, sendo também a mais antiga delas, os Yomiuri Giants (読売ジャイアンツ, Yomiuri Jaiantsu). A cidade também sedia a equipe Tokyo Yakult Swallows (東京ヤクルトスワローズ, Tōkyō Yakuruto Suwarōzu), que joga no estádio Meiji Jingu Stadium.
A Liga profissional japonesa de futebol, conhecida como J. League (Jリーグ, J Rīgu), fundada em 1993, tem em Tóquio duas equipes: o F.C. Tokyo (FC東京, Efushī Tōkyō) e o Tokyo Verdy 1969 (東京ヴェルデ1969). Ambas jogam e possuem como sede o Estádio de Tóquio, que possui capacidade para quase 50 mil pessoas. Entre os anos 1980 e 2004 a cidade foi sede da Copa Intercontinental de Clubes, chamada na época de Copa Toyota, que enfrentava os ganhadores da Copa da Europa (atual Liga dos Campeões da UEFA) e a Copa Libertadores da América. A partir de 2005 o campeonato internacional passou ao formato de Campeonato Mundial de Clubes da FIFA, cujos clubes de todas as confederações do mundo se enfrentam no mês de dezembro. Tóquio e Yokohama foram sedes da competição nos intervalos de 2005-2008, 2011-2012 e 2015-2016.

### Feriados
Em Tóquio existe apenas um feriado municipal: o Dia dos Cidadãos (Tomin no Hi), que ocorre no dia 1º de outubro. Em 1º de outubro de 1898, durante a Era Meiji, foi o dia em que Tóquio se tornou uma cidade tendo o seu próprio prefeito. A data comemorativa foi instituída em 1922 como "Dia do Auto-governo", tendo o seu nome alterado para o atual em 1952.

### Livros
- Tokyo Municipal News. 31-37. Tóquio: Bureau of General Affairs, Tokyo Metropolitan Government. 1981
- Civil Affairs Handbook, Japan. Prefectural Studies. 4. Washington: Governo dos Estados Unidos. 1945
- Tokyo Residents' Guide. Dubai: Explorer Publishing. 2008. ISBN 978-9948-8585-3-9
- Fodor's Japan, 1986. Califórnia: Fodor's Travel Guides. 1986. ISBN 978-0-679-01248-1
- The Rough Guide to Tokyo. Londres: Rough Guide. 2017. ISBN 978-0-241-31894-2
- DK Eyewitness Tokyo (em inglês). Londres: Penguin. 2017. p. 148. ISBN 978-1-4654-6512-2
- Barry, Roger Graham; Chorley, Richard J. (2003). Atmosphere, Weather and Climate. Abingdon: Routledge. ISBN 0-415-27170-3
- Bestor, Theodore C. (1989). Neighborhood Tokyo. Redwood City: Stanford University Press. ISBN 978-0-8047-1797-7
- Bird, Allan (2005). Encyclopedia of Japanese Business and Management. Abingdon: Routledge. ISBN 978-1-134-65761-2
- Chakraborty, Abhik; Mokudai, Kuniyasu; Cooper, Malcolm; Watanabe, Mahito; Chakraborty, Shamik (2017). Natural Heritage of Japan: Geological, Geomorphological, and Ecological Aspects. Berlim: Springer. ISBN 978-3-319-61896-8
- Cybriwsky, Roman (2011). Historical Dictionary of Tokyo. Maryland: Scarecrow Press. ISBN 978-0-8108-7489-3
- Ebrard, François Moriconi (2000). De Babylone à Tōkyō : Les grandes agglomérations du monde (em francês). Paris: Editions OPHRYS. ISBN 978-2-7080-0971-4
- Frédéric, Louis (2002). Japan Encyclopedia. Massachusetts: Harvard University Press. ISBN 978-0-674-01753-5
- Gavin, Masako; Middleton, Ben (2013). Japan and the High Treason Incident. Abingdon: Routledge. ISBN 978-1-135-05056-6
- Ghai, Yash P. (2000). Autonomy and Ethnicity: Negotiating Competing Claims in Multi-Ethnic States. Cambridge: Cambridge University Press. ISBN 978-0-521-78642-3
- Halsey, S.D.; Abel, R.B. (2002). Coastal Ocean Space Utilization. Boca Raton: CRC Press. ISBN 978-1-4822-7229-1
- Kano, Hiroyoshi (2004). Growing Metropolitan Suburbia: A Comparative Sociological Study on Tokyo and Jakarta. Jacarta: Yayasan Obor Indonesia. ISBN 978-979-461-482-2
- Loui, Kenny (2008). Tokyo Phantasmagoria: An Analysis of Politics and Commodity Capitalism in Modern Japan Through the Eyes of Walter Benjamin. Califórnia: Universal-Publishers. ISBN 978-1-59942-676-1
- McClain, James (1994). Edo and Paris: Urban Life and the State in the Early Modern Era. Nova Iorque: Cornell University Press. ISBN 0-8014-8183-X
- Miles, S. (2013). Metropolitan Problems. Abingdon: Routledge
- Naito, Akira (2003). Edo, the City that Became Tokyo: An Illustrated History. Tóquio: Kodansha International. ISBN 978-4-7700-2757-3
- Room, Adrian (1996). Placenames of the World. Carolina do Norte: McFarland & Company. ISBN 0-7864-1814-1
- Sandberg, L. Anders; Bardekjian, Adrina; Butt, Sadia (2014). Urban Forests, Trees, and Greenspace: A Political Ecology Perspective. Abingdon: Taylor & Francis. ISBN 978-1-134-68770-1
- Sansom, George Bailey (1958). A History of Japan, 1615-1867. Califórnia: Stanford University Press. ISBN 978-0-8047-0526-4
- Sassen, Saskia (2001). The Global City: New York, London, Tokyo 2ª ed. Princenton: Princeton University Press. ISBN 0-691-07063-6
- Saxonhouse, Gary R.; Stern, Robert M. (2004). Japan's Lost Decade: Origins, Consequences and Prospects for Recovery. Nova Jérsei: Blackwell Publishing Limited. ISBN 1-4051-1917-9
- Sorensen, André (2005). The Making of Urban Japan: Cities and Planning from Edo to the Twenty First Century. Abingdon: Routledge. ISBN 978-1-134-73657-7
- Stout, Timothy G.; Hakone, Kaori (2017). Japanese Kanji for Beginners: (JLPT Levels N5 & N4) First Steps to Learning the Basic Japanese Characters. Vermont: Tuttle Publishing. ISBN 978-1-4629-1899-7
- Trosien, Gerhard (2012). Sports in the Co-opetition of Metropolitan Regions. Berlim: epubli. ISBN 978-3-8442-4258-4
- Waley, Paul (2003). Japanese Capitals in Historical Perspective: Place, Power and Memory in Kyoto, Edo and Tokyo. Abingdon: Routledge. ISBN 0-7007-1409-X

### Periódicos
- «History of Sumo» 11ª ed. Black Belt. 14. 1976
- «Sabores de Norte a Sul». Made in Japan (141). 2009
- Bender, Andrew; Yanagihara, Wendy (2006). «Lonely Planet Tokyo». Lonely Planet. ISBN 978-1-74059-876-7
- Blanc, Robin M. Le (2016). «What High-Rise Living Means for Tokyo Civic Life: Changing Residential Architecture and the Specter of Rising Privacy». The Journal of Japanese Studies. 42 (2). doi:10.1353/jjs.2016.0057
- Capitanio, Marco (2018). «The role of urban design in Tokyo's shrinking peripheral areas: The case of Tama New Town». International Journal of Architectural Research. 12 (1). doi:10.26687/archnet-ijar.v12i1.1344
- Emi, Cláudia; Endo, Claudio; Solari, Guilherme (2008). «Senhores passageiros bem vindos ao trem-bala». Made in Japan (131)
- Gotoh, H.; Maeno, Y.; Takezawa, M.; Murata, T.; Takahashi, N. (2010). «Infrastructure maintenance and disaster prevention measures on isolated Islands: the case of the Izu Islands near Tokyo». WIT Transactions on Ecology and the Environment. 130. doi:10.2495/ISLANDS100161
- Ichinose, Toshiaki; Shimodozono, Kazuhiro; Hanaki, Keisuke (1999). «Impact of anthropogenic heat on urban climate in Tokyo». Atmospheric Environment. 33. doi:10.1016/S1352-2310(99)00132-6
- Kelly, William W. (2010). «The 1940 Tokyo Games: The Missing Olympics—Japan, the Asian Olympics and the Olympic Movement (review)». The Journal of Japanese Studies. 36 (2). doi:10.1353/jjs.0.0161
- Matsu’ura, Ritsuko S. (2017). «A short history of Japanese historical seismology: past and the present». Geoscience Letters. 4. doi:10.1186/s40562-017-0069-4
- Peel, M. C.; Finlayson, B. L.; McMahon, T. A. (2007). «Updated world map of the Köppen-Geiger climate classification». Hydrology and Earth System Sciences. 11 (5). doi:10.5194/hess-11-1633-2007
- Phillips, Cathy (2005). «Time Out Tokyo». Time Out Guides. ISBN 978-1-904978-37-4
- Stein, Ross S.; Toda, Shinji; Parsons, Tom; Grunewald, Elliot (2006). «A new probabilistic seismic hazard assessment for greater Tokyo». Royal Society Publishing. 364. doi:10.1098/rsta.2006.1808